# Güelfos y gibelinos

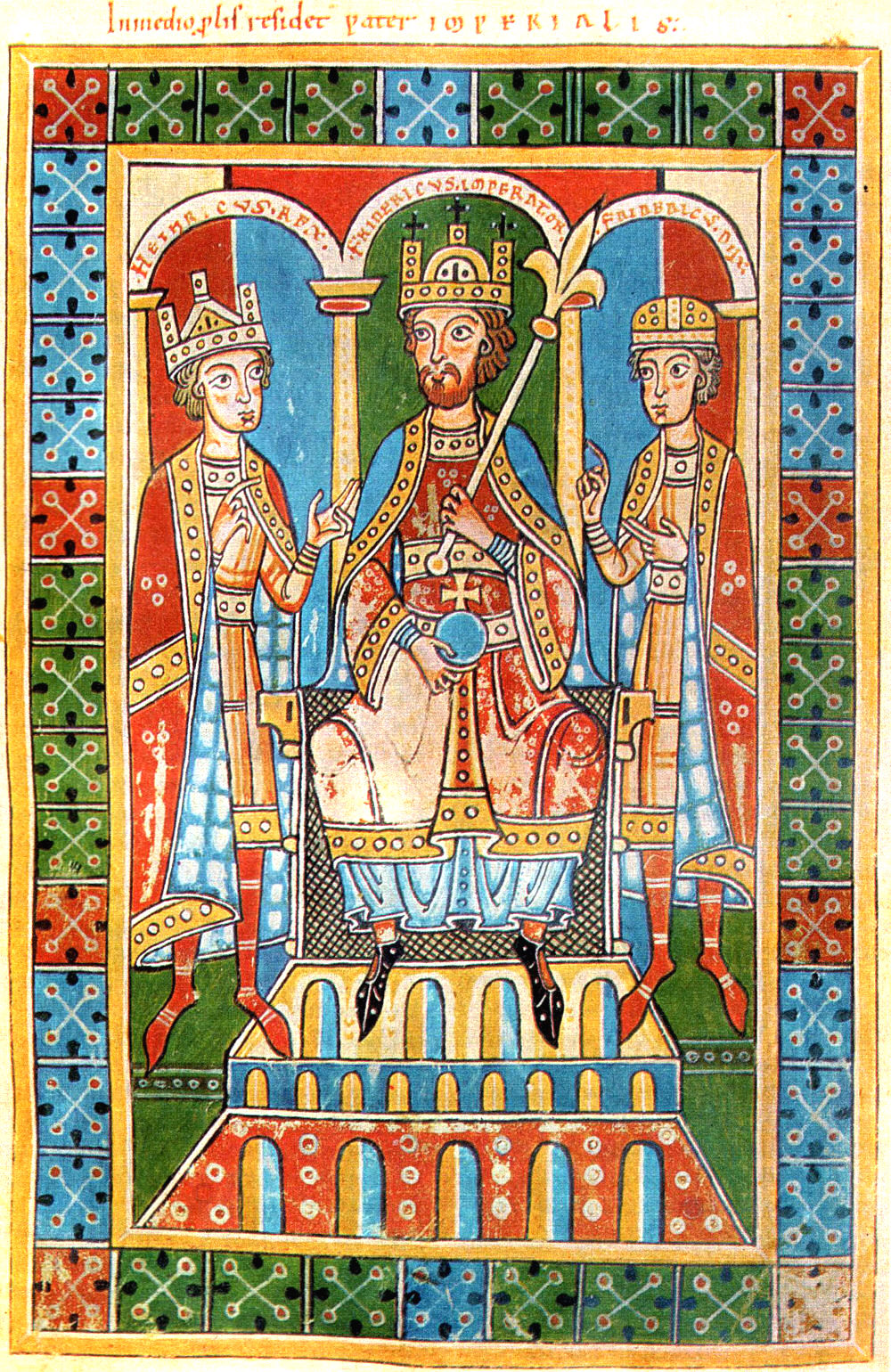
Federico Barbarroja, con su hijo Enrique VI y el duque Federico V de Suabia, ilustración de la Crónica de los güelfos.

Los términos güelfos y gibelinos proceden de los términos italianos guelfi y ghibellini, con los que se denominaban las dos facciones que desde el siglo XII apoyaron en el Sacro Imperio Romano Germánico, respectivamente, a la casa de Baviera (los Welfen, de donde proviene el término «güelfo», aunque en alemán se pronuncie “velfen”) y a la casa de los Hohenstaufen de Suabia, señores del castillo de Waiblingen (y de ahí la palabra «gibelino»). La lucha entre ambas facciones tuvo lugar también en Italia desde la segunda mitad del siglo. Su contexto histórico era el conflicto secular entre el papado, que pasaría a estar apoyado por los güelfos, contra el emperador del Sacro Imperio Romano Germánico, apoyado por los gibelinos. Durante esta época ambas facciones representaban a los dos poderes universales que se disputaban el Dominium mundi.

## Origen: la sucesión de Enrique V
En Alemania, tras la muerte sin descendencia del emperador Enrique V en 1125, los príncipes, a instancias del canciller imperial Adalberto, arzobispo de Maguncia, eligieron al Duque de Sajonia como Lotario II el mismo año de 1125. Sin embargo, estalló la guerra civil, puesto que los sobrinos y herederos de Enrique V, que eran Federico II, duque de Suabia, y Conrado, de los Hohenstaufen, exigieron además de las tierras patrimoniales de los salios en Franconia renana, las tierras que la corona había ido adquiriendo. En esta situación, Conrado III fue elegido rey de Romanos rival en 1127, y en 1128 fue coronado rey de Italia con apoyo de Milán, pero no consiguió asegurarse allí una posición, ya que el papa Honorio II (1124–1130) se negó a reconocerlo, así como las ciudades enemigas de Milán como Novara, Pavía, Cremona, Piacenza o Brescia; en cambio, el rey Lotario II se aseguró el apoyo de Enrique el Soberbio, de la dinastía de los Güelfos, que era duque de Baviera y también marqués de Toscana y de Verona, y al que le hizo yerno suyo en 1127. 

Posesiones de los Güelfos en tiempo de Enrique el León.

Aunque la guerra terminó en 1135 con la sumisión de Conrado III, las tornas cambiaron en 1137 al morir el emperador Lotario II, y Conrado III fue elegido Rey de Romanos frente a Enrique el Soberbio, heredero de Lotario. La guerra se reinició entre Conrado III y Enrique el Soberbio, quien fallecido en 1139, la continuó su hermano Güelfo VI. Es en el asedio de Weinsberg en 1140 cuando los nombres de ambas facciones fueron establecidos por los gritos de guerra, güelfo (contrarios a los Hohenstaufen) y Waiblingen (el nombre de un castillo de los Hohenstaufen, que daría lugar al término gibelino). A pesar de firmar un acuerdo de paz en 1142, tras el fracaso de la Segunda Cruzada, Güelfo VI prosiguió la revuelta, que de todas maneras entró en la fase final con el fallecimiento en 1150 de Enrique Berenguer, Rey de Romanos e hijo de Conrado III. En 1151, Güelfo VI pactó con su sobrino Federico III, duque de Suabia (a la sazón también sobrino de Conrado III), la sucesión en el Imperio a cambio de tierras. Así, a la muerte de Conrado en 1152, fue elegido Federico I, con lo que el Güelfo obtuvo tierras italianas, siendo designado como marqués de Toscana y duque de Espoleto.

## Facciones en Italia
Con la elección a rey de Alemania de Federico I Hohenstaufen (llamado Barbarroja) en 1152 y su posterior coronación en 1155, la facción gibelina triunfó en el territorio imperial. Dado que Federico deseaba reafirmar en Italia la supremacía imperial que las comunidades habían sustraído al Imperio con el apoyo del papado, bajo su reinado (1152–1190) se verificó un desplazamiento de los términos güelfo y gibelino desde la zona alemana a la italiana, donde pasaron a denominar, respectivamente, a los partidarios del partido papal y a los defensores de la causa imperial. En Italia, por lo tanto, hubo ciudades como Florencia, Milán y Mantua que abrazaron la causa güelfa, mientras que otras como Forlí, Pisa, Siena y Lucca se unieron a la causa imperial.
La elección tenía varias motivaciones: en primer lugar, la búsqueda de la autonomía impulsaba a ciudades bajo el control del Imperio a buscar la alianza con el Papa (como pasaba en el caso de Milán) mientras que las ciudades bajo la influencia del papado buscaban la ayuda del Imperio (como era el caso de Forlí); en segundo lugar, se elegía un partido simplemente por oposición al partido a favor del cual se había declarado la ciudad rival (si Milán era güelfa, Pavía tenía que ser gibelina; si Forlí era gibelina, Faenza sería güelfa, etc.) siguiendo el viejo principio de que «los enemigos de mis enemigos son mis amigos».
En el interior de la ciudad se mantuvo la dicotomía de estos dos términos, pero superándose el significado tradicional de lucha política entre papado e imperio, y pasando a denominar también la lucha entre dos facciones por el control de la ciudad. Para acrecentar su fuerza tanto unos como otros se reunieron en ligas opuestas, y así, desde la segunda mitad del siglo XIII la güelfa Florencia presentó batalla a la liga gibelina de las otras ciudades toscanas (Arezzo, Siena, Pistoia, Lucca y Pisa) en un largo conflicto que tuvo como máximo exponente las batallas de Montaperti en 1260 y la de Altopascio en 1325.
Las principales ciudades gibelinas fueron Arezzo, Forlì, Módena, Osimo, Pisa, Pistoia, Siena, Spoleto y Todi, mientras que las principales ciudades güelfas fueron Bolonia, Brescia, Crema, Cremona, Génova, Lodi, Mantua, Orvieto, Rímini, Perugia y Florencia.
Hubo también ciudades que mantuvieron una adscripción variable a uno u otro partido, como Bérgamo, Ferrara, Florencia, Lucca, Milán, Padua, Parma, Piacenza, Treviso, Verona o Vicenza.

## Federico I y Enrique VI

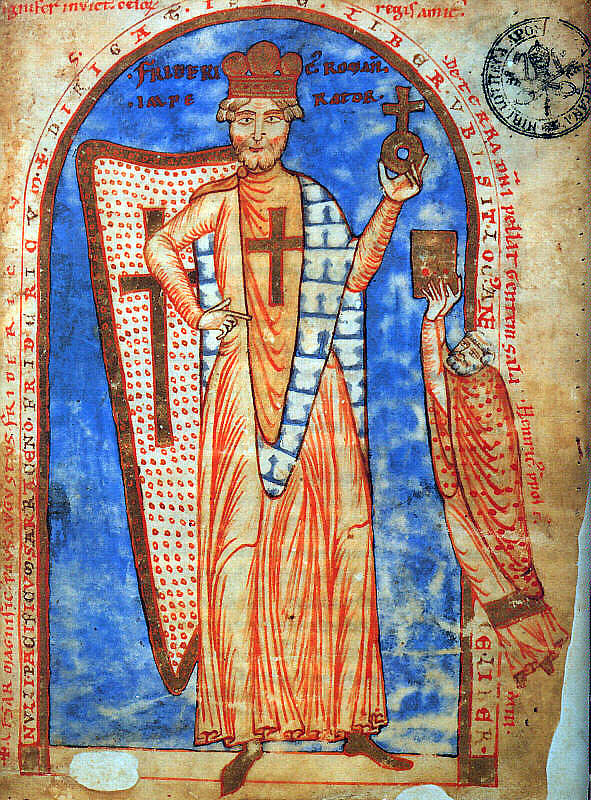
El emperador Federico I Barbarroja. Miniatura de un manuscrito de 1188, Biblioteca del Vaticano.

Federico I intentó restaurar la autoridad del emperador en el Imperio (Honor imperii). En Alemania se reconcilió con los güelfos al designar a Güelfo VI marqués de Toscana y duque de Espoleto, y se reconcilió con su primo Federico, hijo de Conrado III, al que invistió como duque de Suabia. Además trató de asegurar su autoridad al extender la red feudovasallática a personas fieles, y así creó el ducado de Austria en 1156, el margraviato de Brandeburgo, reconoció como rey al duque de Bohemia en 1158, y confiando a una nobleza de servicio de origen servil (ministeriales), unos territorios de dominio regio ampliados, como en Suabia, Franconia o Misnia.
Tras la querella de las Investiduras, el panorama italiano había cambiado: ciudades como Génova, Pisa o Venecia se convirtieron en potencias internacionales con intereses comerciales extendidos desde el norte de Europa a África y el Levante; en el que este comercio exterior y la inversión incrementó la riqueza local, lo que conllevó al embellecimiento de las ciudades; y en el que el crecimiento de la población tanto en la ciudad como en el campo ocasionó un aumento de obras públicas, que fueron desde murallas de ciudad a canales. El desarrollo de los gremios y cofradías reflejaba la creciente complejidad de la organización económica, e incluso las más pequeñas ciudades tenían su élite profesional de jueces y notarios, junto a nobles, comerciantes y artesanos. Y fue precisamente la necesidad de recursos financieros la razón esencial del interés mostrado por los emperadores hacia Italia, donde al reclamar el pago de derechos reales (regalia), esperaban obtener beneficios, dado el incomparable desarrollo económico del territorio. Y es en este sentido, como Federico Barbarroja trató de recuperar y explotar los regalia sobre las florecientes ciudades italianas. Su campaña de 1154 inició una lucha de casi doscientos años por imponer la autoridad imperial en el regnum italicum.
A comienzos de su reinado, Federico mantuvo buenas relaciones con el papado, y en el Tratado de Constanza (23 de marzo de 1153), los representantes del rey de Romanos y del papa Eugenio III (1145–1153) acordaron establecer un status quo y conservar los elementos esenciales del orden tradicional, en el que emperador protegía al papa y le aseguraba la soberanía sobre la Iglesia, y por su parte, el papa apoyaba al emperador en su ejercicio de poder; pero el pontífice murió antes de que pudiera coronar emperador a Federico. 
En su campaña de Italia de 1154, previo a ser coronado emperador, el rey de Romanos Federico I, en la primera de sus dietas en Roncaglia (1154) escuchó las quejas de Lodi, Pavía, y Cremona contra Milán, entre otras, y prohibió la alienación de feudos sin consentimiento del señor feudal; en la campaña de Federico, sometió a Asti, Chieri y Tortona, entró en Pavía, donde fue coronado en rey de Italia el 17 de abril de 1155; y en Roma para ser coronado emperador, el tratado de Constanza fue ratificado de nuevo, aunque en apariencia, puesto que el nuevo papa Adriano IV (1155–1159) necesitaba al emperador para sofocar la revuelta de Arnaldo de Brescia en la comuna de Roma, y librarle de la amenaza normanda, aspecto último que no cumplió, pues tuvo que regresar a Alemania; aunque antes puso a Milán bajo el bando del Imperio por negarse a responder a cargos presentados contra ella por Lodi, Pavía y Cremona, y trasfiriendo sus privilegios a Cremona, pero sin poder hacer algo más. De esta manera, el papa, aislado, tuvo que pactar con los normandos en Benevento (1156), lo que contravenía el tratado de Constanza. Los roces quedaron de manifiesto en la dieta de Besançon (octubre de 1157), donde los legados pontificios cardenales Bernard de San Clemente y Rolando Bandinelli entregaron una carta del Papa Adriano IV, en la que la traducción alemana del canciller imperial Reinaldo de Dassel implicaba que el emperador recibía el imperio del papa en feudo como su vasallo. Pero los legados imperiales no protestaron la traducción, y el papa Adriano IV sólo negó la interpretación de beneficium hecha por Reinaldo cuando ya se había producido la reacción airada del emperador. En Italia, Milán había reconstruido Tortona, y derrotado a Pavía, Novara y al marqués de Montferrato.

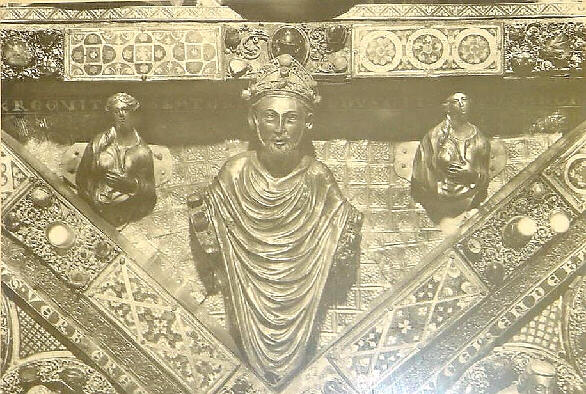
Retrato de Reinaldo de Dassel en el relicario de los Reyes Magos de la Catedral de Colonia.

En la segunda campaña de Italia de 1158, no buscó un acercamiento con el papado, sino como un gobernante decidido a restaurar el orden en sus dominios y establecer agentes imperiales en las ciudades. Después de haber sometido Milán, que había intentado oponérsele, aunque le reconoció la autonomía de elección de los cónsules con confirmación imperial, y después de liberadas Como y Lodi, convocó una Dieta en Roncaglia (noviembre de 1158), donde contó con juristas de la Universidad de Bolonia, para definir y establecer una relación de los regalia imperiales, que producían un enorme ingreso de recursos, y que derivaban del dominio imperial sobre caminos, ríos, salinas y minas, al cobro del fodrum para sufragar los gastos militares, a las percepción de multas y peajes, a los bienes de los condenados, o a la acuñación de moneda.
Fueron los ministeriales (Dienstmänner), con el cargo de podestà, los que se convirtieron en la espina dorsal de la administración imperial en Italia, sirviendo al Emperador al exigir los regalia y para administrar la jurisdicción que las comunas habían usurpado procedente de los conflictos con los obispos. Pero sus políticas agresivas en establecer un régimen imperial directo en Italia, y la encomendación de la administración del reino italiano a alemanes, polarizaron la resistencia en torno a Milán y el papado. Los obispos alemanes y algunos abades tuvieron que proporcionar hombres y dinero, y algunos de ellos se lanzaron sin reservas a la guerra como los arzobispos de Colonia, Reinaldo de Dassel (1159-1167) y Felipe de Heinsberg, (1167-1191), como archicancilleres de Italia; por el contrario el apoyo de los príncipes laicos, era esporádico, incluso en momentos críticos no apoyaron al emperador, como la negativa del más grande de ellos, Enrique el León en 1176, que trajo consigo la derrota del emperador en la Batalla de Legnano.
La tercera campaña de Italia coincidió con la muerte de Adriano IV en 1159 reveló una división entre los cardenales. Una facción pro-imperial apoyó Víctor IV (antipapa 1159-64) y la otra a Alejandro III (1159-81). El emperador convocó un Concilio que, con escasa participación, se celebró en Pavía (febrero de 1160) y en el que el emperador apoyó a Víctor IV junto con gran parte del obispado alemán, pero el antipapa Víctor encontró poco apoyo más allá de las fronteras del imperio, fracasando los movimientos diplomáticos del emperador en este sentido. 
Después de que las tropas imperiales emprendieron la destrucción de Milán en 1162, con apoyo de Pavía, Cremona, Lodi y Como, asegurando su dominio en Lombardía, el emperador retornó brevemente a Alemania, pero de nuevo emprendió una nueva campaña en Italia (1163) para someter a los normandos, malograda ya que sus aliados imperiales Pisa y Génova se enzarzaron en una nueva guerra, y el patriarca de Grado, con apoyo de Venecia, organizó la Liga antimperial de Verona en abril de 1164 (con Verona, Treviso, Vicenza y Padua), para resistir a las pretensiones imperiales.
Una vez asegurado el apoyo del obispado alemán al nuevo antipapa Pascual III (1164-68) en la asamblea de Wurtzburgo (1165), Federico I reemprendió el camino a Italia en verano de 1166, para afirmar su autoridad definitivamente, en la dieta de Lodi (1166) rechazó las exigencias de las ciudades italianas y se dirigió a Roma para expulsar al Papa Alejandro III, mientras, Cremona, que había sido fiel aliada del emperador, se revolvió contra él, y junto con Crema, Brescia, Bérgamo, Mantua y Milán, crearon la liga cremonense en el juramento de Pontida el 7 de abril de 1167. Vuelto a ser coronado emperador por el antipapa Pascual III en Roma en agosto, el emperador tuvo que abandonar precipitadamente la ciudad ante una devastadora epidemia de malaria entre sus tropas, lo cual fue aprovechado para fusionar la liga de Verona y de Cremona en la Societas lombardie (Liga lombarda) el 1 de diciembre de 1167, que expulsó a Alemania al maltrecho ejército de Federico I asentado en Pavía. Esta Liga fue compuesta inicialmente por 16 ciudades, y más tarde ampliada a 20, incluyendo Milán, Venecia, Mantua, Padua, Brescia, y Lodi; fue respaldada desde sus comienzos por el papa Alejandro III, que vio en ella una buena aliada contra su enemigo el emperador Federico I Barbarroja. 
Federico I no estuvo en condiciones de regresar a Italia hasta 1174. El 29 de mayo de 1176, se enfrentó en Legnano con sus enemigos de la Liga Lombarda, bajo la dirección de Milán, pero las fuerzas imperiales fueron tan definitivamente derrotadas, que tuvo que reconocer al papa Alejandro III en octubre de ese año (tratado de Anagni), y pactar una tregua en Venecia en mayo de 1177. Después de 6 años de tregua, en la paz de Constanza (1183) el emperador tuvo que garantizar a las ciudades lombardas las libertades y la jurisdicción comunales y el disfrute de casi todos los regalia (especialmente de reclutar ejércitos, ejercer jurisdicción dentro de sus muros, y administrar sus finanzas salvo una suma para el tesoro imperial), pero retuvo la fidelidad de las ciudades lombardas, designando jueces de apelación en cada ciudad, así como manteniendo puntos fortificados en el campo, y mayor dominio sobre las zonas rurales. Además, mantenía su poder y administración directa en Ancona, Espoleto y Toscana, lo que le permitía intervenir en el valle del Po y en los dominios pontificios, lo que redobló los temores del Papa, de modo que el emperador como rey de Italia no había visto significativamente mermadas su autoridad real tal y como estaba en 1158, al iniciarse la querella.
Después de consagrar su política entre 1158 y 1177 a Italia, donde fracasaron sus aspiraciones, Federico se replegó a Alemania donde se aseguró el control de la Iglesia alemana y despojó a su primo Enrique el León de sus territorios (que fueron divididos y otorgados a otros príncipes) y fue exiliado. Federico I lanzó su última expedición a Italia en 1184, aliándose con Milán para asegurar el dominio imperial sobre Toscana e hizo casar a su hijo Enrique, Rey de romanos con Constanza, tía del rey Guillermo II de Sicilia en 1186. Esta nueva orientación política del Emperador, con el trasfondo de las elecciones episcopales disputadas, derivadas del cisma, reabrió la oposición y enemistad de los Papas Lucio III (1181-1185) y Urbano III (1185–1187). Clemente III (1187-91), con la atención puesta en la puesta en marcha de una nueva cruzada, promulgada en la bula Audita tremendi ante la caída de Jerusalén, hizo las paces con el Emperador, quien consiguió del Papa los spolia y los regalia de obispados vacantes y abadías. En marzo de 1188, en la dieta de Maguncia, el emperador Federico I comenzó los preparativos de la Cruzada, pero falleció ahogado en Cilicia el 10 de junio de 1190. Le sucedió su hijo Enrique VI, quien como rey de Romanos ya estaba en confrontación con una revuelta de los güelfos tras el desembarco de Enrique el León en noviembre de 1189 y sostenida con apoyo inglés, ya que Ricardo Corazón de León era cuñado de Enrique el León.

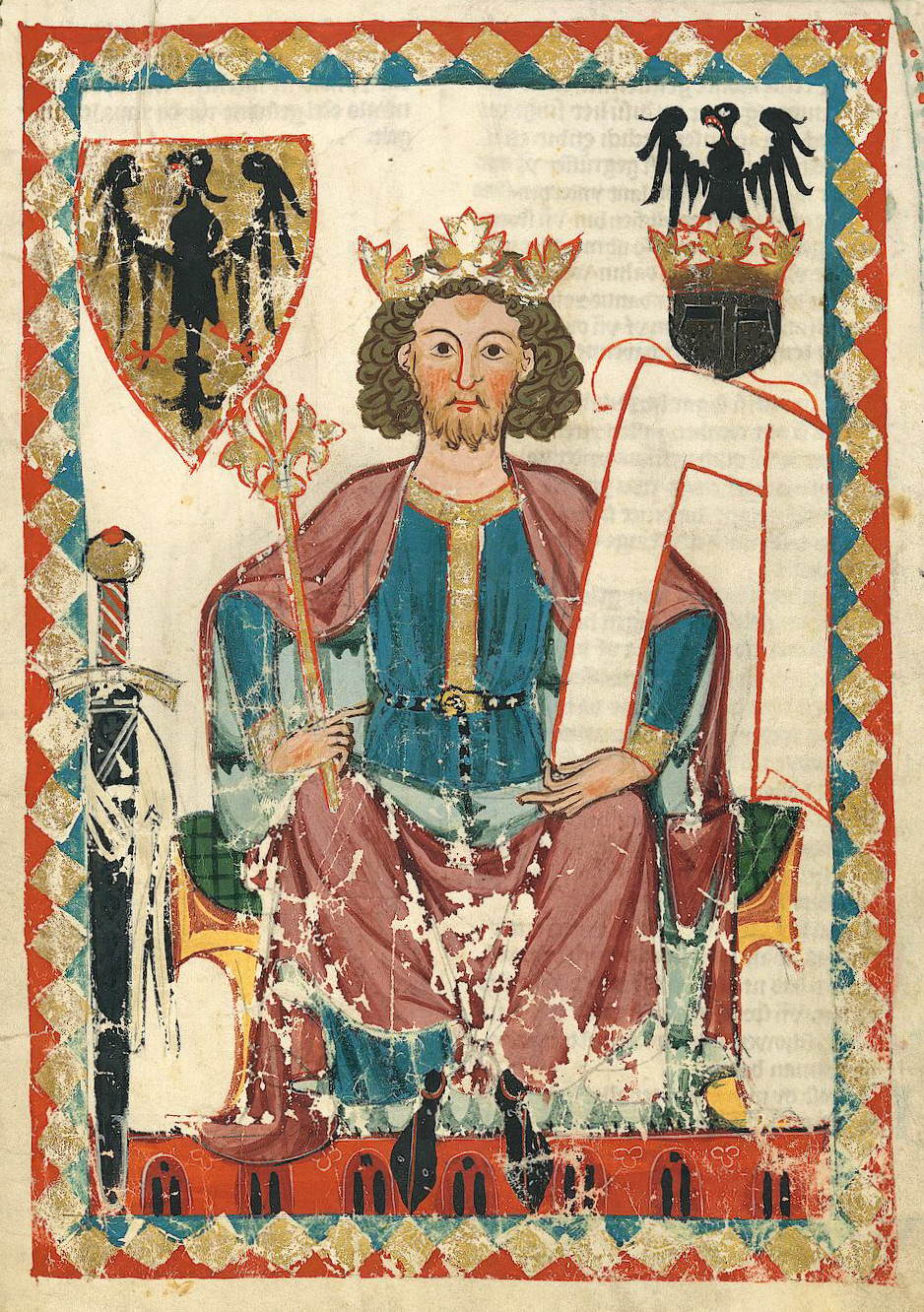
El emperador Enrique VI. Codex Manesse, aprox. 1300

Dado que la esposa de Enrique VI era la heredera al trono de Sicilia, al fallecer su sobrino Guillermo II en 1189, Enrique dirigió sus miras a ser coronado rey y dominar el sur de la península. Pero a la muerte de Guillermo II, la nobleza del reino apoyó Tancredo de Lecce (1190-94), al que Papa Celestino III (1191–1198) reconoció como rey. Tras ser coronado emperador, Enrique VI fracasó en conquistar Nápoles en 1191, tuvo que retirarse por una epidemia de tifus.
Pero la posición del emperador dio un vuelco en 1194, puesto que llegó a un acuerdo con Enrique el León en la primavera de 1194, y obligó al rey Ricardo Corazón de León a garantizar el mantenimiento del acuerdo como una de las condiciones (aparte de 150.000 marcos de plata) para liberarlo del cautiverio de padecía desde 1192 tras ser apresado a su regreso de las Cruzadas. 
Con la retaguardia alemana pacificada, emprendió la campaña de la conquista de Sicilia en 1194, donde ya había muerto poco antes el rey Tancredo, y Guillermo III era menor de edad. Con la ayuda de pisanos y genoveses, Enrique entró en Palermo y fue coronado rey en el día de Navidad. Como rey de Sicilia tuvo el propósito de establecer la autoridad alemana sobre la burocracia del reino siciliano, e integrar su administración en la del imperio, empleando para ello, a los ministeriales imperiales. Para asegurar la ruta terrestre entre el reino de Italia y el reino de Sicilia, confió al ministerial Markward de Annweiler, el ducado de Rávena y la marcha de Ancona como feudos hereditarios. Sin embargo, murió de tifus en 1197 mientras preparaba una Cruzada, dejando a su hijo Federico Roger, de menos de tres años, como rey de Sicilia y rey electo de Romanos en el Imperio.

## Inocencio III y Otón IV

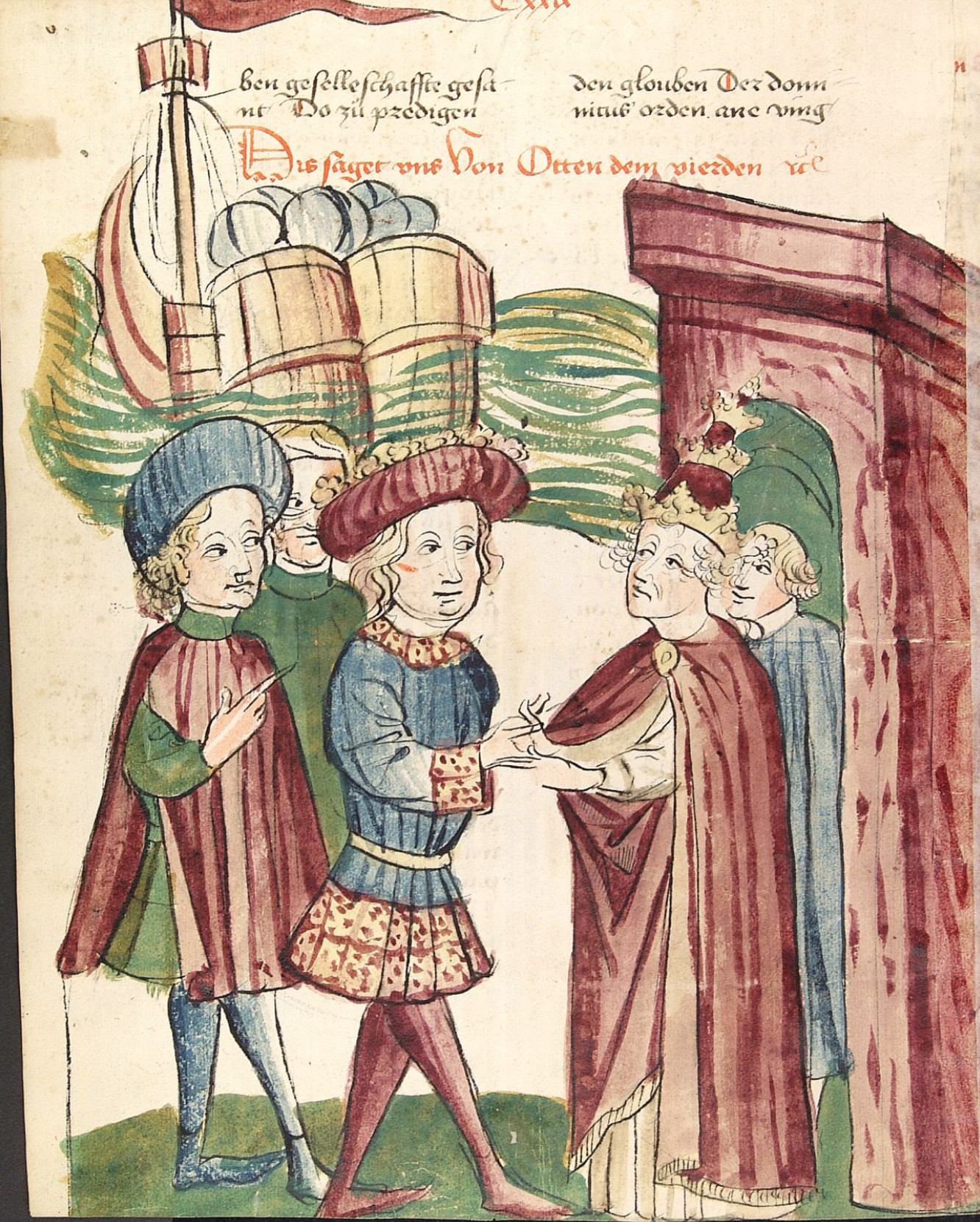
Otón IV y el papa Inocencio III se dan las manos (de Heidelberg, Cod. Pal. germ. 19-23, 1450).

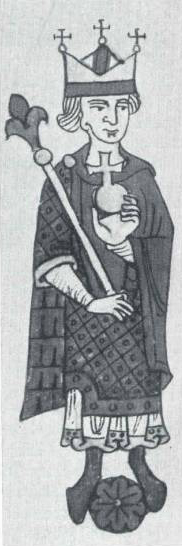
El rey de Romanos Felipe de Suabia (Miniatura ca.1200, San Galo).

A la muerte de Enrique VI, los príncipes, no deseando un largo periodo de minoría regia, desdeñaron la elección del rey niño y se decantaron por su tío Felipe de Suabia, hermano de Enrique VI, al que eligieron rey de Romanos en 1198, pero una facción opositora dirigida por el arzobispo de Colonia y financiada por el rey inglés Ricardo I, eligió como rey rival a un güelfo, Otón de Brunswick, hijo de Enrique el León. La viuda de Enrique VI ya se había retirado de la política alemana para coronar a su hijo Federico Roger como rey de Sicilia, pero falleció poco después y dejó como tutor del rey, al suzerano del reino, el papa Inocencio III (1198-1216), quien por su parte, reconoció en 1201 al güelfo Otón IV frente a Felipe de Suabia, a cambio del reconocimiento de Otón del territorio pontificio en la promesa de Neuss.
Mientras, en el norte de Italia, la política siciliana de Enrique VI permitió a las comunas recobrarse de la reaserción del poder imperial posterior a la paz de Constanza en 1183, a lo que se añadió la guerra civil tras la doble elección de 1198, en la que las ciudades recobraron o alcanzaron plena autonomía. En este contexto, el papa Inocencio III anexionaba Espoleto, Ancona, y tierras de Romaña, y en Toscana, que había sido gobernada por un marqués imperial, el papa apoyaba la constitución, en noviembre de 1197 en S. Ginesio, de una Liga Toscana, que encabezada por Florencia, se estableció para defender y agrandar los derechos de la Sede Apostólica, junto con Siena, Arezzo, Pistoia y Lucca, debilitando así el poder imperial, a la que se opuso Pisa, que había obtenido de los Hohenstaufen beneficios sobre la costa Toscana y en las islas de Córcega, Elba, Capraia y Pianosa. 
Cuando en junio de 1208, muere asesinado Felipe de Suabia, Otón quedó sin rival, y marchó a Italia para ser coronado emperador en octubre de 1209, pero también para restaurar su autoridad en el reino italiano, llevando un mensaje conciliador.
A pesar de que en marzo de 1209, el Rey de romanos Otón IV aceptara renunciar a toda intervención episcopal (presiones electorales o resolución de casos dudosos) garantizando las apelaciones a Roma, renunciara a beneficiarse de los regalia o spolia de las sedes vacantes, y renunciara a cualquier aspiración al reino de Sicilia, en los Acuerdos de Espira, no obstante, no tenía intención de renunciar a las reclamaciones imperiales en Italia, así que recuperó Espoleto y Ancona, intentó ejercer el poder en Lombardía y atacó la parte continental del reino siciliano, lo que le condujo a ser excomulgado por el papa (1210). Ante esto, Inocencio III buscó el apoyo en el rey de Sicilia, al que patrocinó como Rey de romanos, de nuevo, en 1212, a cambio de que confirmara permanentemente los acuerdos de Espira en la bula de oro de Egra (12 de julio de 1213), esto es, la libertad de elecciones episcopales, renuncia a las rentas y jurisdicción de los eclesiásticos, y a los territorios pontificios (incluyendo la marca de Ancona, Espoleto, Rávena y la Pentápolis, como las tierras toscanas de la condesa Matilde), así como prometer no reunir Sicilia con el Imperio. Tras la derrota de Otón en Bouvines (1214), fue definitivamente depuesto, y Federico fue, por tercera vez, elegido rey de Romanos, en 1215, aunque la contienda civil no finalizaría hasta 1218 con la muerte de Otón IV, con extensión a Italia. 
El apoyo del papa Inocencio III a un Hohestaufen, varió temporalmente la situación política italiana, el marqués de Este como otros güelfos permanecieron fieles a la Iglesia incluso en contra de un emperador güelfo, pero Milán se mostró partidaria de Otón, y con ella una liga de ciudades, y aunque Milán sometió a Pavía en 1217, su empuje se paralizó en la batalla de Ghibello (1218).
La política comunal reflejaba la polarización de estos conflictos entre el papa y el Emperador. De una forma general, los güelfos eran partidarios de las libertades comunales y del Papa, mientras que los gibelinos eran partidarios del orden y del Emperador, y así los gibelinos acusaban a los güelfos de favorecer la anarquía, mientras que los güelfos hacían la acusación contraria a los gibelinos de apoyar a la tiranía. En Florencia, una querella familiar entre las familias Buondelmonte (partidarios del Papa) y la Amidei (partidarios del Emperador) en 1215, ha marcado tradicionalmente el inicio de la querella entre güelfos y gibelinos en el territorio italiano.

## Federico II y Conrado IV

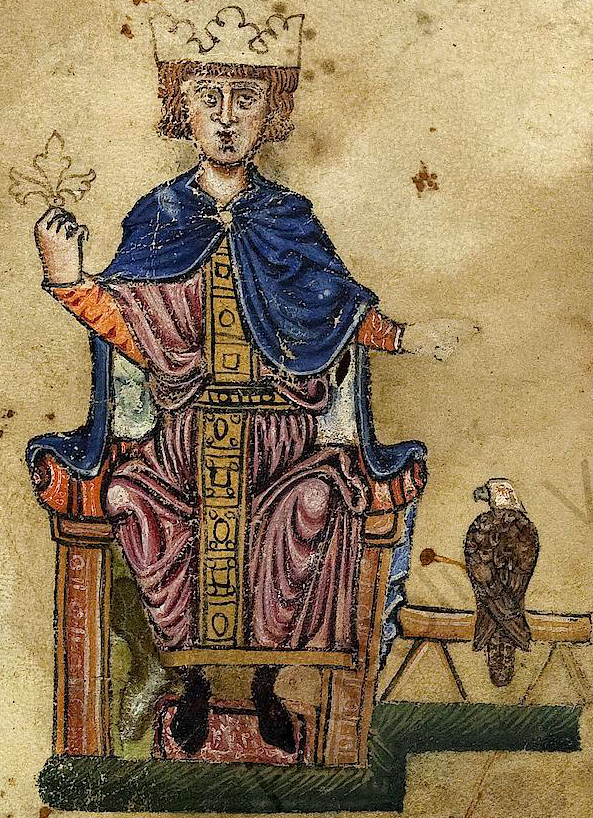
El emperador Federico II, procedente del libro De arte venandi cum avibus (Biblioteca Vaticana, Pal. lat 1071), final del.

El apoyo del Papa Inocencio III otorgado a Federico II, frente a Otón IV, vino también mediatizado por la renuncia de Federico al trono de Sicilia en su hijo Enrique, para así verse libre el papa de la tenaza imperial. En 1215, Federico II fue coronado rey de Romanos y reconocido en el IV concilio de Letrán, y tomó la cruz para unirse a la cruzada. Inocencio III murió en 1216, y su sucesor Honorio III (1216–1227) prosiguió con los preparativos de la Cruzada, sin embargo, el rey Federico II, debido a sus problemas en Alemania para hacer valer su autoridad, no estuvo presente en la misma.
En Italia, Milán, que había apoyado a Otón, se opuso a Federico, negándole la corona férrea y estableciendo una liga con el conde Tomás de Saboya y las ciudades de Crema, Piacenza, Lodi, Vercelli, Novara, Tortona, Como y Alejandría para expulsar a los gibelinos de Lombardía, encabezados por Cremona y Pavía, pero fueron derrotados en junio de 1218, en Ghibello. De esta forma se allanó la entrada Italia de Federico en 1220. En junio de 1226, el Emperador se reconcilió con el conde de Saboya Tomás I, y le designó vicario imperial de Italia en las regiones de Liguria, Lombardía y Provenza.
Entretanto, el rey Federico, ya había reasumido el título real siciliano en 1217, y reclamó a su hijo Enrique hacia Alemania, donde le hizo elegir correy de Romanos en abril de 1220, otorgando amplios derechos soberanos a los príncipes eclesiásticos en el Confoederatio cum principibus ecclesiasticis y con el consentimiento papal, lo que sancionaba una futura unión de Sicilia con el Imperio, ante esto, el papa Honorio III, de momento siguió contemporizando con Federico II, ya que una ruptura con el rey alemán habría destruido la posibilidad de una cruzada exitosa. En junio de 1219, el papa huyó de Roma, pero Federico II medió su regreso y su reconciliación con las familias romanas en septiembre de 1220, siendo coronado emperador en noviembre de 1220, y renovando la promesa de ir a la Cruzada. Posteriormente a su coronación imperial, fortaleció su poder en Sicilia con las Assises de Capua (1220) e interfiriendo en las elecciones episcopales, sin embargo, continuó retrasando su partida a Tierra Santa, aunque enviaba tropas y ayuda. La quinta cruzada fracasó con la pérdida de Damieta en septiembre de 1221, y el papa con el regente del reino de Jerusalén Juan de Brienne pactaron con el Emperador los esponsales con la reina Yolanda de Jerusalén, para asegurar su presencia en una nueva cruzada, que de todas maneras se postergó durante dos años en el tratado de San Germano de 25 de julio de 1225. 
Federico II convocó una Dieta Imperial en abril de 1226 en Cremona, para reforzar la autoridad en Italia y preparar la Cruzada. Las comunas lombardas reaccionaron en San Zenón (Mantua), reconstituyendo por 25 años la Liga Lombarda, el 6 de marzo de 1226, compuesta por Milán, Bolonia, Vicenza, Mantua y Treviso, a las que se sumaron Brescia, Padua, Piacenza, Verona, Lodi, Faenza, Crema, Ferrara, Bérgamo, Alessandria, Turín y Vercelli, el conde de Biandrate y el marqués de Montferrato. Sin embargo, Módena, Reggio, Parma, Cremona, Génova, Pavía y Asti se pusieron de parte imperial y la dieta se llevó a cabo junio, en Borgo San Donnino. El emperador declaró a las comunas de la Liga reos de lesa majestad y les anuló sus privilegios, por otra parte obtuvo tropas para la Cruzada y para combatir y erradicar la herejía, no obstante, el conflicto abierto no comenzó hasta 1236. 

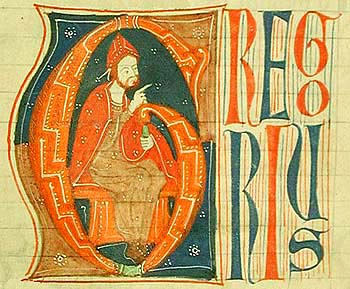
El papa Gregorio IX, procedente de Universitätsbibliothek Salzburg, M III 97, 122rb, ca. 1270.

Tras el fallecimiento de Honorio III, Ugolino de Segni, sobrino de Inocencio III, aceptó la tiara como Gregorio IX el 19 de marzo de 1227. Ugolino de Segni, ya había actuado como legado plenipotenciario de Lombardía y Toscana en 1217, mediando con éxito en los conflictos de las comunas, entre Pisa y Génova en 1217, entre Milán y Cremona en 1218, y entre Bolonia y Pistoia en 1219; y predicando la Cruzada, y el mismo Federico II, en su coronación imperial de 1220, tomó la cruz de Ugolino y el voto de emprender la Cruzada para la Tierra Santa en agosto de 1221. Días después de su entronización, el papa Gregorio IX conminó el cumplimiento del voto del Emperador, de emprender la Cruzada, que durante años había postergado. Federico II zarpó el 8 de septiembre de 1227 desde Brindisi, pero regresó tres días más tarde debido a una epidemia en el ejército, y que él mismo se gravemente enfermo. Gregorio IX, no le creyó, pues ya había retrasado su partida en varias ocasiones, y el 20 de septiembre de 1227, el papa excomulgó al Emperador. Por su parte, el Emperador redactó un manifiesto condenando la decisión del Papa, este manifiesto fue leído públicamente en el Capitolio de Roma, tras lo cual lo gibelinos iniciaron una insurrección, que obligó al Papa a huir de Roma. Por su parte, el clero alemán se mantuvo partidario del Emperador.
A pesar de la excomunión, el Emperador inició de nuevo la Cruzada el 28 de junio de 1228, y ante las noticias de que el papa había invadido el reino siciliano regresó a Italia en mayo de 1229, derrotó al Papa, y ambos bandos pactaron la paz en los tratados de San Germano el 20 de julio de 1230, y de San Ceprano, el 28 de agosto de 1230, de manera que Federico II devolvía al Papa los territorios pontificios ocupados y las posesiones pontificias en Sicilia, y el papa levantaba la excomunión al Emperador, y también se acordó la paz con la Liga lombarda.

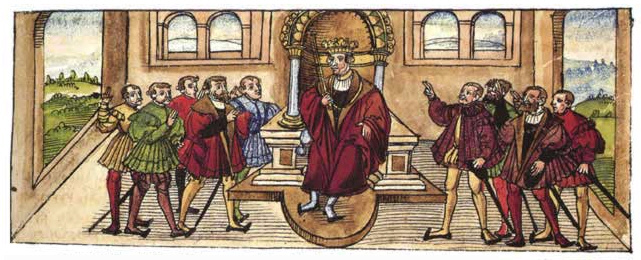
El Rey de romanos Enrique Hohenstaufen recibe el homenaje en Würzburg, procedente de la Crónica del obispo Lorenz Fries (mediados del).

Durante la década de 1230, el Emperador llevó a cabo políticas divergentes en sus dominios, mientras en Sicilia fortaleció el poder monárquico con las Constituciones de Melfi (Liber Augustalis) de 1231 y la mejora de la política económica, en cambio, en Alemania, para tener disponibilidad de recursos militares y financieros para sus campañas militares, el emperador apuntaló el amplio ejercicio de poder de la alta aristocracia dentro de sus territorios, lo cual otorgaba amplios derechos de intervención en las ciudades. Pero esta política del emperador Federico II, chocó con la de su hijo el rey de Romanos Enrique, que mantenía una política favorable a las ciudades, lo que le puso en contra de la aristocracia, que a su vez le forzó a concederles privilegios en detrimento del poder real y en contra de las ciudades (Privilegio de Worms), en mayo de 1231. El Rey de Romanos siguió manteniendo una posición contraria al Privilegio de Worms, rehusando participar en la dieta de Rávena (fines de 1231 y comienzos de 1232) que pretendía afirmar el poder imperial sobre las comunas y que provocó una reactivación de la Liga Lombarda, pero reconciliado con su padre en Aquileya, su padre el Emperador confirmó el Privilegio de Worms en mayo de 1232 en el Statutum in favorem principum, para garantizar del apoyo de los príncipes en Alemania y así proseguir su política en Italia; pero al regresar a Alemania, el rey Enrique publicó un manifiesto a los príncipes y se erigió en símbolo de la revuelta en Boppard en 1234. Federico II reaccionó y proscribió a su hijo el 5 de julio de 1234, y Enrique llevó a cabo una alianza con la Liga Lombarda en diciembre. Abandonado por la mayor parte de sus seguidores, tuvo que rendirse a su padre el Emperador, el 2 de julio de 1235 en Wimpfen; y dos días después, Federico II y la nobleza juzgaron a Enrique en Worms y lo destronaron, su hermano menor Conrado fue elegido Rey de Romanos. En la Reunión Imperial (Reichsversammlung) de Maguncia, el 25 de agosto de 1235, el Emperador promulgó la primera ley de paz territorial (Landfriedensgesetz).
Una vez pacificada Alemania, Federico volvió a Italia y pasó a la ofensiva contra la Liga Lombarda, a la que derrotó completamente en la Batalla de Cortenova (noviembre de 1237), y en Piamonte reforzó el partido gibelino. Pero más que un restaurador del ideal de imperio, se apoyó en fuerzas locales gibelinas, especialmente en Ugolino della Gherardesca de Pisa, para contener a Génova, y en los hermanos Ezzelino y Alberico da Romano, quienes se beneficiaron de la querella imperial al afianzar y ampliar su base de poder en Verona en detrimento de ciudades como Padua, Vicenza y Brescia, lo que supuso al Emperador la oposición de anteriores partidarios, como Azzo de Este. 
A pesar de la victoria imperial, el Emperador estaba deseoso de obtener la rendición total de las comunas de la Liga, desechó los ofrecimientos de paz y la campaña prosiguió con única resistencia de Milán, Brescia, Bolonia y Piacenza, pero en octubre de 1238 tuvo que levantar el sitio de Brescia. El papa Gregorio IX, temiendo que los éxitos del Emperador pondrían en peligro su independencia de acción, aprovechó la coyuntura alineándose con la Liga Lombarda y excomulgó de nuevo a Federico en 1239. El emperador nombró legado imperial a su hijo Enzo, rey de Cerdeña, quien se adentró en los territorios pontificios del Romaña, Marca de Ancona y el ducado de Espoleto; mientras el Emperador se dirigió con su ejército hacia Lombardía para apoyar a Pavía y Cremona, y someter, infructuosamente, a Milán, y en este contexto se abrió el Paso de San Gotardo para una mejor comunicación entre Alemania e Italia; en cambio en Toscana tuvo mayor éxito en someter a las comunas güelfas, asediando los territorios pontificios, con éxitos notables como la toma de Rávena o de Faenza. El papa convocó un Concilio en Roma para deponer al Emperador, pero las naves gibelinas dirigidas por Andreolo de Mari y Ugolino Buzaccarini capturaron la flota pontificia comandada por el almirante genovés Iacopo Malocello, que llevaba a los cardenales que iban al Concilio. El episodio, ocurrido en la Isla del Giglio el 3 de mayo de 1241 se conoce como la Batalla del Giglio. El Emperador se dirigió a Roma, pero el papa murió y Federico II, diplomáticamente se retiró antes de entrar en la ciudad. 
La última década del reinado de Federico II marcó el fin del sistema imperial en Italia; el Emperador no pudo reunir los recursos necesarios para someter la rebeldía en el territorio, y como rey de Sicilia subordinó los intereses del reino a la necesidad de dinero para luchar contra el norte. A pesar de un periodo de interregno papal (1241-1243), la lucha continuaba en el norte de Italia, llevada a cabo por Enzo de Cerdeña y Ezzelino da Romano contra los güelfos. Una vez elegido Inocencio IV (1243-1254), el Emperador trató de hacer las paces ya que el papa pertenecía a una familia gibelina, pero las negociaciones no fructificaron ya que el Emperador no estaba dispuesto a restituir al pontífice los territorios conquistados, ya que aunque el propio Federico II los había donado al Papa, el papa Gregorio IX había traicionado al Emperador. Después de la captura imperial de Viterbo (1243), el papa sintiéndose inseguro en Roma huyó a Lyon, donde convocó un Concilio Ecuménico con el fin de deponer al Emperador, y que se celebró en julio de 1245.
En Alemania, el rey de Romanos Conrado IV tuvo que hacer frente a dos sucesivos reyes apoyados por el papa, Enrique Raspe (1246-1247) y Guillermo de Holanda (1247-1256); y en Italia, el emperador Federico II volvió a fracasar en su intento de tomar Milán (1245), pero mantuvo sus posiciones nombrando a su hijo Federico de Antioquía, vicario imperial de Toscana (1246). Federico partió a Sicilia y entretanto, Milán ya se había puesto de parte de Enrique Raspe.

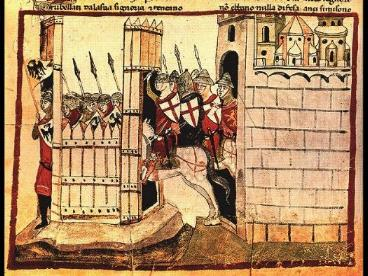
Carga de la caballería parmesana contra el campo imperial en la Batalla de Parma (1248), de un antiguo manuscrito.

Federico II regresó al norte de Italia con refuerzos y dinero en la primavera de 1247, pero en junio, la ciudad de Parma, de importancia estratégica para el Emperador, se puso de parte de los güelfos, de modo que se fueron concentrando refuerzos güelfos para defender la ciudad y refuerzos gibelinos para llevar a cabo el asedio para lo que construyeron una nueva ciudad denominada Vittoria. El 18 de febrero de 1248, mientras el Emperador realizaba una partida de caza, los güelfos aprovecharon el momento de baja defensa de la ciudad, para obtener una aplastante victoria, de forma que la ciudad de Vittoria fue incendiada, y los güelfos de apropiaron del tesoro imperial, incluyendo la corona imperial (que sería devuelta al emperador Enrique VII).
Si bien la Batalla de Parma terminó con el exitoso ímpetu que el Emperador había mostrado en su lucha contra el papa y los güelfos, Federico II, se recobró pronto y rehízo un nuevo ejército. Hasta su muerte, la lucha continuó con victorias y derrotas por ambas partes.
Tras la batalla de Parma, Inocencio IV pudo emprender la reconquista de territorios de Espoleto, Romaña y la Marca, y además Milán reconoció al nuevo rey rival de Romanos Guillermo de Holanda. Federico II saqueó los territorios de Parma, y se dirigió a Piamonte, donde aseguró su posición y nombró vicario imperial en Lombardía, a Tomás II de la Casa de Saboya. En enero de 1249, emprendió camino al reino siciliano, pasando por Pavía y Cremona, y por Toscana, en donde Federico de Antioquía, en una de sus campañas contra los güelfos, los había expulsado de Florencia. El Emperador siguió su camino de Pisa a Nápoles, a donde arribó en mayo de 1249. Finalmente se estableció en Foggia, donde murió en 1250. 
Entretanto, en mayo de 1249, el ejército compuesto por imperiales y gibelinos de Cremona y Módena fue derrotado por los güelfos de Bolonia, aunque esta victoria no fue decisiva, el hijo del Emperador, Enzo, fue derrotado y capturado en la Batalla de Fossalta, muriendo en el cautiverio en 1272. Sin embargo, el dominio gibelino en el norte de Italia estaba bien establecido, Ezzelino da Romano afianzaba su autoridad sobre Belluno, Feltro y numerosos castillos y fortalezas, Tomás II de Saboya controlaba los pasos de los Alpes, y tanto Lombardía, Milán, como Brescia perdieron arrojo ante los ataques de Ezzelino y de Oberto Pallavicino, quien por su parte llevó a cabo el afianzamiento al bando gibelino de Parma, Cremona, Piacenza, Pavía, Bérgamo y Lodi; y en los Estados Pontificios, el papa había predicado la Cruzada contra Federico II, y las tropas alemanas y sicilianas combatían a las papales por el dominio de Umbría y la Marca de Ancona.

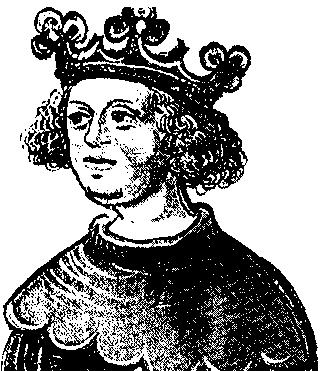
Retrato de Conrado IV, rey de Romanos (1237-1254).

A la muerte del Emperador el 13 de diciembre de 1250, le sucedió su hijo Conrado IV tanto en Alemania, donde ya era rey de Romanos, como en el reino de Sicilia, donde su hermano Manfredo actuaba como vicario suyo. Como la posición del rey Conrado IV se debilitó tras la muerte de su padre, y ante el fortalecimiento del partido papal encabezado por el rey rival Guillermo de Holanda, Conrado IV se encaminó a finales de 1251 al reino siciliano por mar para asegurar allí su poder, evitando así el paso por el norte de Italia. A pesar de los intentos del Papa para ofrecer la corona siciliana a Edmundo de Lancaster, Conrado aseguró su posición en Sicilia por su captura de Nápoles en octubre de 1253. Sin embargo, Conrado IV fue excomulgado en 1254, pero murió de malaria en ese año en Lavello en Basilicata.
Conrado designó como heredero a su hijo Conradino, de dos años de edad, y como tutor, al Papa Inocencio IV. Inicialmente, el papa reconoció las pretensiones hereditarias de Conradino, y por su parte, Manfredo aceptó, de modo que fue nombrado por el papa como su vicario, levantándole la excomunión que le había declarado el papa meses antes; y así el papa entró en Nápoles el 27 de octubre de 1254. Sin embargo, Manfredo, no se resignó y organizó la resistencia, y el 2 de diciembre derrotó a las tropas papales en Foggia, el día 7, varios días después, murió en Papa en Nápoles. Su sucesor, el papa Alejandro IV (1254–1261), prosiguió la política contra los Hohenstaufen, manteniendo su intención de reemplazarlos en Sicilia con el príncipe inglés Edmundo de Lancaster, excomulgando a Manfredo en 1255. Sin embargo, Manfredo resistió a los intentos papales de invasión manteniendo su autoridad en el reino, como vicario de Conradino, y favoreció al gibelinismo en las comunas de Toscana, espacialmente en Siena. 
Más al norte, en la marca trevisana, Ezzelino da Romano, señor feudal de Bassano y Pedemonte, que dominaba como capitán del pueblo las ciudades Verona, Vicenza, Padua, Feltre y Belluno, y su hermano Alberico, que gobernaba Treviso, excomulgados tras la muerte de Federico II, tuvieron que afrontar desde 1256 una cruzada por parte de una liga güelfa encabezada por Azzo de Este, señor de Ferrara, con tropas de Venecia, Bolonia, Mantua, y otros señores, incluyendo antiguos partidarios pasados a las filas güelfas como Oberto Pallavicino, que rivalizaba en el gibelinismo. Sin avances significativos por ninguna de las partes, finalmente, la cruzada llegó a su fin cuando en la batalla Cassano d'Adda en septiembre de 1259, los güelfos capturaron a Ezzelino, muriendo poco después, y al año siguiente su hermano Alberico.

## El Interregno
A la muerte del rey de Romanos Guillermo de Holanda en enero de 1256 se produjo un problema sucesorio por la elección del siguiente rey de Romanos. En marzo, la ciudad de Pisa envió una embajada al rey de Castilla Alfonso X ofreciendo su sumisión y apoyo como cabeza de la Casa de Suabia y cabeza del partido gibelino, opuesto al Papa, de esta manera Pisa compensaba los beneficios de su rival Génova. Por otra parte, el rey castellano también hizo su intención de ser elegido rey de Romanos, frente a lo cual, el rey de Inglaterra Enrique III propuso a su hermano Ricardo de Cornualles para ser elegido como rey de Romanos.

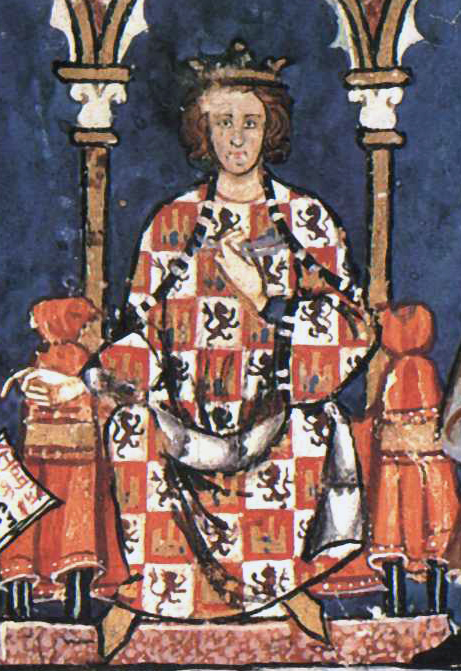
Alfonso X, rey de Castilla y Léon, y rey electo de romanos y aspirante a la coronación imperial, intento conocido como el fecho del imperio; procedente del Libro de los juegos, 1283.

Tras gastar ambos grandes cantidades de dinero para sobornar a los electores, el 1 de abril, los partidarios de Alfonso, el arzobispo de Tréveris, y el Duque de Sajonia junto con los poderes otorgados por el margrave de Brandeburgo y el Rey de Bohemia Otakar II eligieron rey a Alfonso en Fráncfort, pero Otakar II, interesado en mantener la vacancia dio su voto a ambos candidatos. El rey castellano realizó grandes dispendios a sus partidarios para mantener viva su causa en Alemania; pero en Italia, el papa Alejandro IV, se apercibió que la presencia de españoles favorecía la causa de los gibelinos, pues su enemigo Ezzelino da Romano era partidario de Alfonso. A pesar de todo, Alfonso X envió una embajada al Papa para lograr su legitimación, aquietando las suspicacias del Papa acerca de su gibelinismo, nada extremista. 
A la muerte de Ezzelino da Romano (1259), los gibelinos tendieron ahora a unirse en torno a Manfredo, recientemente coronado como rey de Sicilia, sin que el papa, suzerano del reino, estuviera dispuesto a reconocerlo, puesto que lo había vuelto a excomulgar de nuevo. En Toscana, una insurrección había traído de nuevo al poder a los güelfos en 1250, que emprendieron imponerse a los gibelinos toscanos, sometiendo las ciudades de Pistoia y Volterra, y hacer paces con Pisa, en 1258 expulsaron a los gibelinos de Florencia y tomaron refugio en la gibelina Siena, cuyo líder Farinata degli Uberti, se alió con Manfredo de Sicilia, a quien animó para proteger su reino que debía asegurar Toscana a los gibelinos, Manfredo dirigió sus miras al centro y norte de Italia, y conjuntamente con los gibelinos, derrotaron completamente a los güelfos (especialmente Florencia, Bolonia y Lucca) en Montaperti el 4 de septiembre de 1260, de forma que fue reconocido protector de Toscana por los florentinos gibelinos, y fue escogido senador de Roma por una facción de la ciudad, expulsando al Papa Alejandro IV. Además pudo nombrar vicarios en Toscana, Espoleto, Marca de Ancona, Romaña y Lombardía; mientras, los aragoneses hicieron acto de presencia, al acordar los esponsales del heredero del reino, Pedro, con la hija de Manfredo, Constanza. 
En este momento, los gibelinos podían aspirar a la hegemonía sobre toda Italia y cualquier alivio a la terrible presión que éstos ejercían sobre el papa era bien recibido: de ahí, que Alejandro IV acogiese bien a los embajadores castellanos prometiéndoles que en la querella imperial se atendría a la más estricta justicia. Tras una vacancia de tres meses, el patriarca de Jerusalén, Jacobo Pantaleón, de origen francés, es elegido en septiembre de 1261, nuevo Papa como Urbano IV (1261–1264), quien nunca pisaría Roma, y aunque mantuvo una teórica actitud de neutralidad entre los dos candidatos, el castellano y el inglés, no estaba dispuesto a que cualquiera de ambos candidatos pudiera sumar sus fuerzas a las de sus enemigos los gibelinos. Ante esto, ideó un arbitraje que le permitiera demorar su sentencia el tiempo que fuera necesario.
Sin embargo, ante el avance arrollador de los gibelinos y a pesar de que Alfonso X intentaba ganarse a los güelfos manteniendo hostilidad hacia Manfredo, el papa Urbano IV ignoró el acuerdo establecido por Alejandro IV con Edmundo, y se puso en manos de Francia, donde finalmente contó con la aprobación del rey Luis IX, para que su hermano Carlos de Anjou signara un acuerdo 15 de agosto de 1264, con el papa por el que aceptaba la investidura del reino de Sicilia, y mientras, el papa Urbano IV siguió dilatando su arbitraje sobre la disputa de la corona imperial. Carlos de Anjou inició una empresa implicando a la banca güelfa especialmente a Orlando Bonsignori, la cual se beneficiaría de los territorios del reino siciliano, con lo que esto iba en contra de los intereses catalanes. 
Mientras el ejército angevino avanzaba por Italia con apoyo güelfo, el papa Urbano IV falleció y fue elegido el también francés, Clemente IV (1265-1268), quien tampoco entró en Roma, bien establecido en Viterbo. Este Papa, mantuvo una actitud abiertamente favorable a Carlos de Anjou, y cuando este alcanzó Roma por mar, fue elegido senador y coronado rey de Sicilia por los cardenales designados por el papa, el 6 de enero de 1266. Cuando el ejército angevino llegó a Roma, Carlos emprendió la campaña contra Manfredo, quien salió de su letargo para encontrarse con los angevinos en la Batalla de Benevento, el 26 de febrero de 1266, donde el ejército siciliano fue derrotado y el propio Manfredo encontró la muerte. De esta manera, Carlos de Anjou logró hacer efectivo su control sobre todo el reino. Y de esta manera, se impulsó el güelfismo en Italia, como el establecimiento de Felipe Della Torre en Milán, de la poderosa Casa de Della Torre, el marqués de Este en Ferrara, y en Florencia los gibelinos fueron de nuevo expulsados. 
Por su parte, a pesar de que Alfonso X insistía en no favorecer al gibelinismo, con lo que se privó del único apoyo que hubiera podido disponer, los embajadores castellanos, aprovechando que el infante Enrique había apoyado la financiación de la empresa de Carlos de Anjou y puesto que estaba en la Corte pontificia, presionaron a Clemente IV para que pronunciase la sentencia a favor del rey castellano. Sin embargo, al haberse hundido la resistencia gibelina en Benevento, el papa no consideró necesario mantener una postura contemporizadora con el rey castellano.

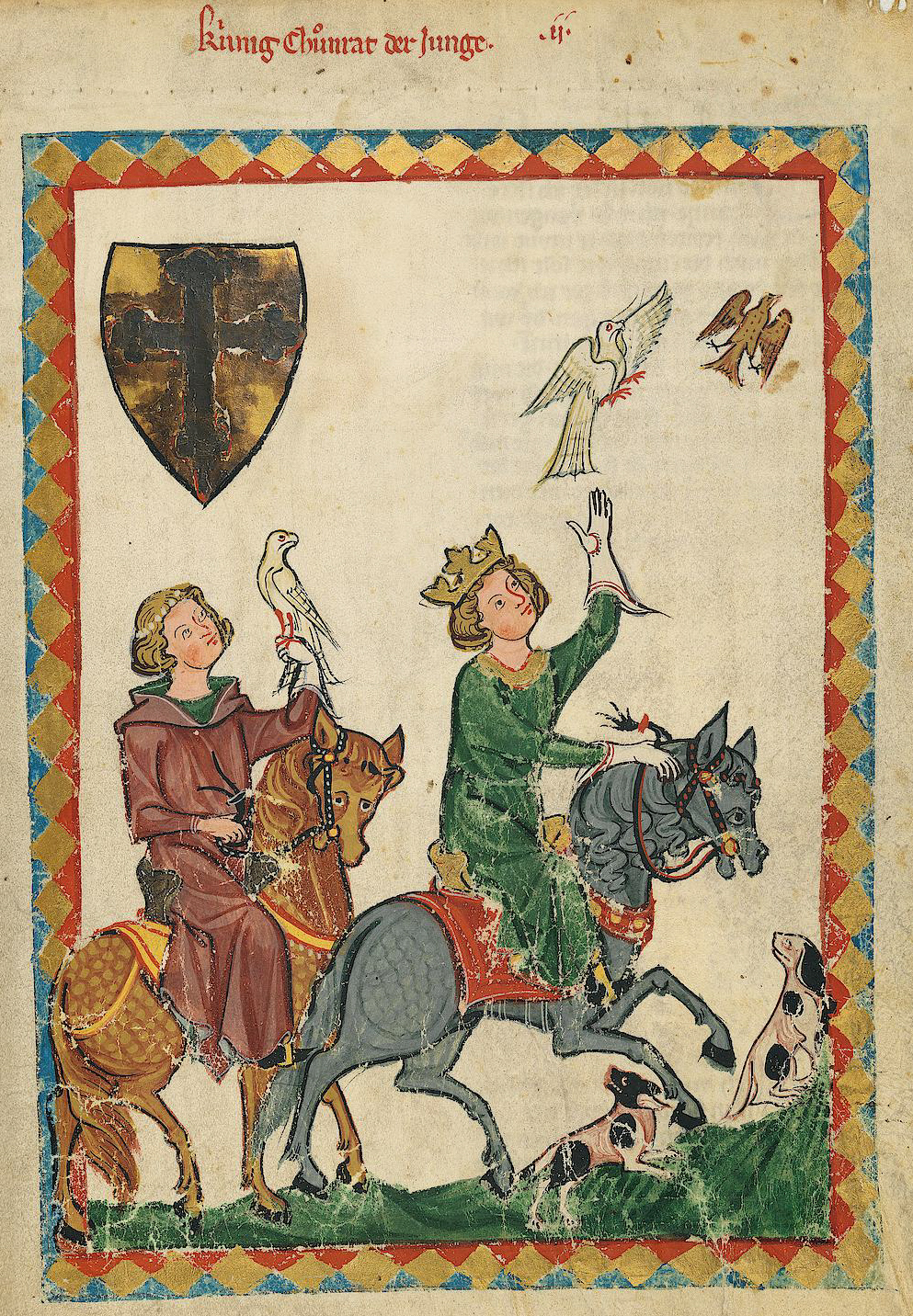
Conradino, rey de Sicilia y de Jerusalén; procedente del Codex Manesse (Folio 7r) (aprox. 1300).

Tras la batalla de Benevento, Carlos puedo extender su influencia por Lombardía, desde Vercelli hasta Treviso, y desde Reggio hasta Módena, y con Oberto Pelavicino sometido y reducido a Cremona y Piacenza, sólo se resistían a Carlos, las ciudades de Pavía y Verona; su poder estaba consolidado en Piamonte, donde los pequeños nobles se sometieron a él para no caer bajo los más poderosos condes de Saboya o los marqueses de Montferrato, y Toscana fue sometida con la resistencia de Pisa y Siena. Sin embargo, los gibelinos no se resignaron, y urgieron la venida de Conradino, el hijo de Conrado IV y sobrino de Manfredo, quien a pesar de ser excomulgado en noviembre de 1267, entró en diciembre en Verona, prosiguiendo su campaña por Pavía y Pisa; el mismo Papa Clemente IV, pidió el apoyo a Carlos de Anjou para derrotarlo. Mientras, su pariente, el infante castellano Enrique (don Arrigo), ya senador en Roma desde julio de 1267, reclamaba la posesión del reino de Cerdeña como beneficio de su participación en la empresa angevina. Ante la negativa, se sublevó en Roma, y aprovechando la ausencia del Papa asaltó la residencia papal e hizo prisioneros a todos los cardenales presentes. Se había pasado al bando gibelino, y fue excomulgado el 5 de abril de 1268; y en julio de 1268, Conradino fue recibido con gran entusiasmo en Roma. Sin embargo, el 23 de agosto de 1268 las fuerzas gibelinas fueron derrotadas en la Batalla de Tagliacozzo, que supuso el aplastamiento de los gibelinos y el triunfo definitivo de Carlos de Anjou, y tanto don Arrigo como Conradino fueron capturados. Y el 29 de octubre, Conradino, fue decapitado, y con su muerte y la de su tío Enzo de Cerdeña años después, la descendencia masculina de los Hohenstaufen desapareció.
Carlos de Anjou se convirtió así en un soberano poderoso, cabeza del partido güelfo, además de ser rey de Sicilia, era conde de Provenza y de Anjou, y senador de la ciudad de Roma; el papa Clemente IV le nombró vicario imperial en Toscana durante el interregno, título con el que trató de beneficiarse de los derechos imperiales en las ciudades, y en el interregno de 33 meses siguiente a la muerte de Clemente IV intervino activamente en los Estados Pontificios, aseguró su poder en Toscana sometiendo a Siena y Pisa, lo que perjudicaba comercialmente a Génova, y se aseguró en la dieta lombarda de Cremona (1269) el control o el apoyo de las ciudades güelfas en el norte de Italia, así fue reconocido señor de Piacenza, Cremona, Parma, Módena, Ferrara, y Reggio, y estableció una alianza con las ciudades de Milán, Como, Vercelli, Novara, Alejandría, Tortona, Turín, Pavía, Bérgamo y Bolonia. Además a todo eso, tuvo sus miras puestas en recobrar el Imperio Latino, lo que produjo los temores del emperador Miguel VIII Paleólogo, quien propuso la unión de las iglesias romana y griega.
Alfonso X, sin embargo, seguía reclamando sus derechos al trono alemán a través de las reclamaciones jurídicas. Desengañado de su colaboración con los güelfos, y de acuerdo con su cuñado Pedro, hijo del rey Jaime I, envió a un embajador, Raimundo de Mastagii, para atizar la resistencia recreando una nueva liga urbana contra los angevinos y concertó el matrimonio de su hija Beatriz con el marqués Guillermo VII de Montferrato en 1271, a quien nombró vicario imperial en Lombardía. El rey de Sicilia emprendió una guerra con la gibelina Génova desde finales de 1273, de modo que la ciudad se alió con el rey castellano. Guillermo de Montferrato logró formar una liga gibelina con Pavía, Lodi, Parma, Novara, Piacenza, Mantua, Tortona, Génova, Verona, también su primo el marqués de Saluzzo Tomás I, e incluso su tradicional enemiga la ciudad de Asti, y con una exigua ayuda del rey castellano derrotó a los angevinos en la batalla de Roccavione (10 de noviembre de 1275), lo que deshizo la autoridad de Carlos de Anjou en Piamonte y el marqués Guillermo de Montferrato amplió temporalmente su poder e influencia en Piamonte y Lombardía, y encabezó una liga junto con Vercelli, Novara, Tortona, Alessandria, Asti, Como y Pavía, y apoyando a los Visconti, siendo nombrado señor de la ciudad en 1278, hasta que fue expulsado por el mismo que lo había nombrado, el arzobispo Otón Visconti, en 1282. 
Gregorio X (1271–1276), el nuevo Papa elegido en septiembre de 1271, mostró una postura más contemporizadora con la unión de las Iglesias y reconciliadora con los gibelinos. Poco después de su coronación en marzo de 1272, murió el rey de Romanos Ricardo de Cornualles (2 de abril), y el papa, nada favorable a las pretensiones de Alfonso X, posicionado entonces a favor de los gibelinos, y alarmado por el excesivo poder de la Casa de Anjou en Italia, recomendó a los electores alemanes elegir un nuevo rey, el 1 de octubre de 1273 fue elegido Rodolfo I de Habsburgo, finalizando así el interregno. Para obtener la aprobación del Papa, el nuevo rey de Romanos renunció a todos los derechos imperiales en Roma, los territorios pontificios y Sicilia, además de prometer emprender una nueva Cruzada. De este modo, Rodolfo de Habsburgo fue finalmente reconocido por el papa, el 26 de septiembre de 1274, tras haber invitado a Alfonso a renunciar el 11 de junio. Sin resignarse aún, Alfonso se dirigió al encuentro del Papa en Beaucaire, donde no obtuvo concesiones, renunciando a sus derechos en mayo de 1275.

## El fin de los poderes universales

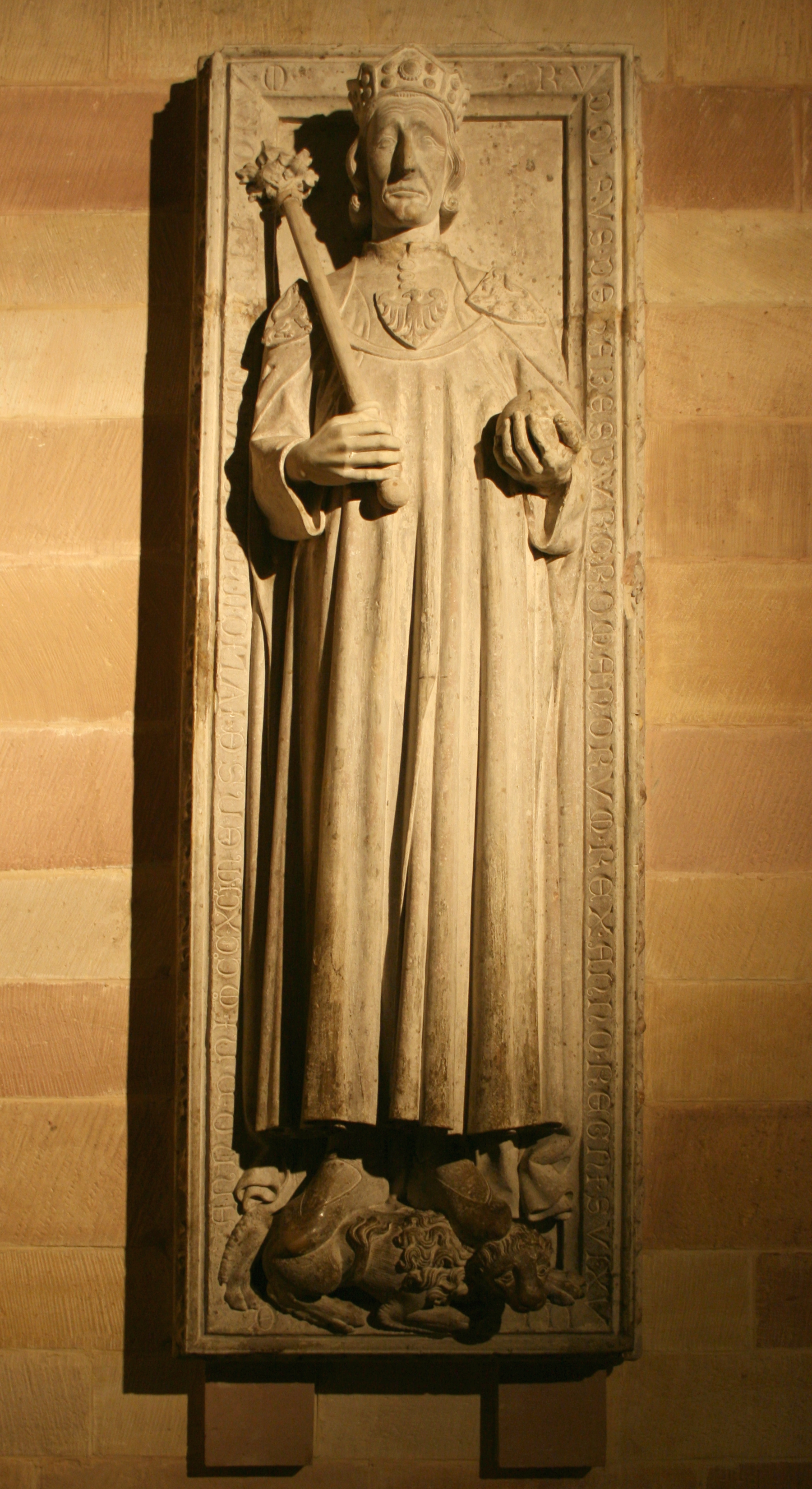
Lápida con la efigie de Rodolfo I de Habsburgo, rey de Romanos, en su tumba en la Catedral de Espira.

La elección de Rodolfo de Habsburgo impulsó una reacción gibelina en el norte de Italia que enfrentó a Carlos contra Génova, Pavía, Mantua, Verona y Milán, que puso de manifiesto de nuevo, la inestabilidad política. Sin embargo, la autoridad imperial en el reino italiano, tras el fracaso de los Hohenstaufen en Italia, se desarrolló de forma marginal, otorgando legitimidad a los poderes que habían aparecido espontáneamente y establecido en las ciudades italianas. La manifestación de esta legitimación imperial se realizaba en forma de un vicariato imperial en favor del signore, como el que concedió Adolfo de Nassau a Mateo Visconti en Milán en 1294.
Los pontificados de Gregorio X (1272–1276) y Nicolás III (1277–1280) van a caracterizarse por establecer la unión de las Iglesias griega y romana, sancionada en el Concilio de Lyon II (1274), y por una tendencia contemporizadora en las luchas de güelfos y gibelinos favoreciendo el regreso de los exiliados a sus ciudades, como la misión mediadora del cardenal Latino Malabranca en Florencia en 1279, y este sentido Nicolás III frenó las ambiciones del rey siciliano, Carlos de Anjou, en el norte de Italia, al revocarle en 1278 su posición como senador de Roma y como vicario imperial en Toscana, incluso le comprometió a renunciar a las signoria de las ciudades italianas, así como contener su política agresiva contra el imperio bizantino. De esta forma, el papa Nicolás buscaba un equilibrio de poder entre el rey de Romanos Rodolfo de Habsburgo, y el rey siciliano Carlos de Anjou, limitando a este último al sur italiano. En mayo de 1280, el papa Nicolás posibilitó un acuerdo entre Rodolfo y Carlos, por el que este último aceptaba Provenza y Forcalquier como feudos imperiales, y se arreglaba el matrimonio de Clemencia de Habsburgo (hija de Rodolfo I) con Carlos Martel de Anjou-Sicilia (nieto de Carlos de Anjou).
Y en cuanto a Rodolfo I, una vez reconocido como rey de Romanos por el papa Gregorio X, se iniciaron negociaciones para su coronación, que se vieron interrumpidas por la muerte del pontífice en 1276, y por las muertes prematuras de los tres papas sucesivos. En su intervención en Italia, designó a Napoleón della Torre de Milán como vicario imperial en Lombardía. Y sobre todo va a renunciar a los territorios pontificios: las negociaciones con el papa Nicolás III (1277–1280), van a dar lugar a realizar un concordato en 1278 por el que se garantizaba al Papa los territorios del Patrimonio de San Pedro (entre Radicofani y Ceperano), el ducado de Espoleto, la marca de Ancona, y la Romaña, aunque sin alterar el gobierno de dichos territorios; dicha renuncia de derechos imperiales y de fidelidad vendría sancionada por Rodolfo I el 14 de febrero de 1279.
De nuevo interrumpidas las negociaciones durante el pontificado antialemán de Martín IV (1281–1285), su sucesor Honorio IV (1285–1287), quien siendo cardenal ya había tratado este asunto en época del papa Adriano V (1276), estableció la coronación imperial en Roma para 1287, pero las disensiones y guerras internas en Alemania imposibilitaron el viaje para su coronación. Rodolfo de Habsburgo murió en 1291, y los electores alemanes eligieron rey a un noble con escaso poder en la propia Alemania, Adolfo de Nassau.

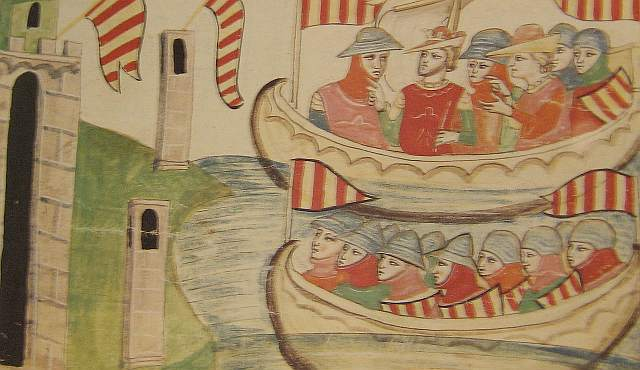
Pedro III de Aragón, arriba a Sicilia tras las Vísperas Sicilianas. Biblioteca Vaticana.

A la muerte de Nicolás III, el rey Carlos de Anjou aseguró la elección de Simon de Brie, uno de los cardenales que le coronaron rey de Sicilia, como Martín IV (1281–1285). Este Papa, hechura de Carlos, le repuso en su cargo de senador de Roma, entregándole el gobierno en los Estados Pontificios, también cesó la misión conciliadora del cardenal Latino Malabranca (sobrino de Nicolás III) en Toscana, con lo que la paz entre güelfos y gibelinos se colapsó. Rodolfo de Habsburgo, el rey de Romanos, se apresuró a nombrar un vicario imperial, que animó a los gibelinos: Pisa, San Miniato, San Gimignano y Pescia le prestaron homenaje, mientras fracasaba una revolución gibelina en Siena en julio de 1281 y no fue admitido en las ciudades güelfas. Un pequeño ejército angevino invadió Piamonte en mayo de 1281 pero fue derrotado por el marqués de Saluzzo en Borgo San Dalmazzo, lo que supuso su práctica expulsión de Piamonte. También en Lombardía también se perdió a los güelfos, la derrota de los Torriani en Vaprio el 25 de mayo de 1281 frente a los Visconti mantuvo la hegemonía de los gibelinos, reconociendo la soberanía de Rodolfo de Habsburgo. En otro frente, el papa Martín IV excomulgó al emperador bizantino el 18 de noviembre de 1281, con lo que invalidó la unión de las Iglesias griega y romana, y permitió al rey siciliano el reiniciar los preparativos para la campaña de conquista de Constantinopla y restauración del Imperio latino, proyectada para 1283. Pero en marzo de 1282 los ciudadanos de Palermo atacaron la guarnición francesa, en las Vísperas Sicilianas, y se destruyó la flota de la proyectada cruzada, esta revuelta se propagó por la isla de Sicilia, expulsando a los franceses, y el rey Pedro III de Aragón (yerno de Manfredo) fue proclamado rey de Sicilia: la participación del emperador bizantino Miguel VIII es fácilmente imaginable puesto que la rebelión debió ser financiada con oro bizantino precisamente en el momento crítico de una nueva posible caída de Constantinopla. Los angevinos fueron relegados a la parte continental y mantuvieron el título de rey de Sicilia, con el apoyo de los papas sucesivos, como ejemplo, el papa Celestino V (1294) estableció la sede papal en Nápoles. Esto dio lugar a una larga guerra intermitente entre angevinos y aragoneses, pero la división entre el reino de Sicilia insular y el peninsular fue permanente, sin que el papa pudiera impedirlo.
En Lombardía, proseguía el estado de guerra a causa de la disputa entre los Torriani y los Visconti, que polarizó a los numerosos señores de las ciudades alineándose de forma cambiante a uno y otro bando; tras vencer a su rival güelfo Napoleón della Torre en la batalla de Desio en 1277, el arzobispo Otón Visconti obtuvo el gobierno de Milán, al que sucedió su sobrino nieto Mateo en 1287, sin embargo, la guerra con los Torriani continuó, el marqués Guillermo VII de Montferrato había sido designado señor de Milán por Otón Visconti, pero enemistado con él, el marqués fue expulsado en 1282, de modo que Guillermo VII, que era gibelino, entró en alianza con los exiliados Torriani, que eran güelfos, y así extendió su poder sobre Lombardía. En 1287, una liga de ciudades formada por Asti, Génova, Milán, Cremona, Piacenza y Brescia y el conde Amadeo V de Savoya, finiquitaron el poder del piamontés en 1290. La posición de los Visconti aún no estaba asegurada, si bien el rey de Romanos, Adolfo de Nassau, le había nombrado vicario imperial en Lombardía en 1294, confirmado por Alberto de Austria Mateo Visconti fue expulsado de Milán en 1302 ante una coalición de Cremona, Piacenza y Pavía, regresando los Torriani al poder milanés
En Toscana, el 6 de agosto de 1284, los pisanos fueron derrotados por los genoveses en la isla de Meloria, lo que arruinó el poder marítimo de Pisa. Los pisanos entregaron el gobierno al conde Ugolino della Gherardesca, que logró detener la caída de Pisa de manos de una liga güelfa toscana (Florencia, Lucca, Pistoia, Volterra...); pero Ugolino, al practicar una política ambigua con güelfos y gibelinos en beneficio propio con el fin de perpetuarse en el poder, pereció en una insurrección gibelina en 1288. Esta insurrección llevó al poder al conde Guido da Montefeltro, el cual aseguró el poder de Pisa frente a una nueva liga güelfa toscana pactando la paz con las güelfas Florencia y Lucca en 1293. Mientras, en Florencia, la pacificación del cardenal Latino Malebranca (1280) había traído de regreso a los exiliados gibelinos, pero duró poco, una rebelión (1282) trajo al poder al rico popolo grasso, y debido a las querellas entre los nobles y entre ellos y el pueblo, en 1292 a instancias de Giano della Bella, la nobleza fue apartada completamente del gobierno, lo que se transmitió a otras ciudades toscanas como Lucca, Pistoia, Siena o Arezzo. En Pistoia, la querella entre las dos ramas de la familia güelfa de los Cancellieri (conocidas como "blancos" y "negros"), provocó la entrega del gobierno de la ciudad a la señoría (Signoria) de Florencia (órgano de gobierno de esta ciudad), algo que, lejos de lograr tranquilizar la situación en Pistoia, solo introdujo la violenta querella en Florencia. Allí, los blancos obtuvieron el apoyo de los Cerchi (importante familia florentina vinculada a los intereses de la nobleza terrateniente), y los negros el de los Donati (familia igualmente importante en la ciudad y contraria a la primera por su vinculación a los intereses de la burguesía mercantil y bancaria), lo que resultaría en cruentas luchas y sucesivos exilios entre las dos facciones durante años.
Con el fracaso del emperador Federico II en dominar Italia, la península quedó sin impedimento dividida efectivamente en unidades políticas independientes y enfrentadas entre sí. En los años a caballo entre el siglo XIII y XIV, la guerra del rey Carlos II de Nápoles por recuperar la isla de Sicilia dejó sin cabeza al partido güelfo, y el partido gibelino tampoco contó con el apoyo de los soberanos alemanes, quienes tampoco hicieron acto de presencia en la península. 
El papado de Bonifacio VIII (1294–1303) trató de recuperar la posición de la plenitudo potestatis, asumiendo un papel rector en Italia, intervino en contra del gobierno de los Blancos en la ciudad por juzgar a un Spini, una favorecido banquero del Papa, en 1301 nombró a Carlos de Valois como Pacificador de Toscana, de lo que resultó la expulsión de los Blancos, entre los que se encontraba Dante Alighieri. Su enfrentamiento con el rey Felipe IV de Francia acerca de la jurisdicción de la Iglesia supuso su final. En septiembre de 1303 el papa fue prendido en la residencia papal por sus enemigos romanos, los Colonna, y por emisarios franceses del rey, conocido como el Atentado de Anagni, y aunque fue liberado poco después, falleció en un mes a este acontecimiento, de modo que sancionaba la derrota definitiva de los propósitos por establecer la teocracia pontificia. Tras el breve pontificado de Benedicto XI (1303–1304), el papa francés Clemente V (1305-1314), bajo presión del rey francés y temeroso de las querellas entre la nobleza romana decidió establecer la sede papal en Aviñón, en un entorno con buen clima y buenas comunicaciones, y que entonces era un territorio que pertenecía a los angevinos condes de Provenza, también reyes de Nápoles, quienes eran por aquel condado, feudatarios del Imperio. De esta forma, los papas, sin fuerza material propia para dirigir el partido güelfo, sino a través de extranjeros, terminaron por establecerse fuera de Italia sometidos a la influencia de Francia,
A comienzos del siglo XIV, se producen las últimas intervenciones imperiales que fracasaron al intentar imponer su autoridad.

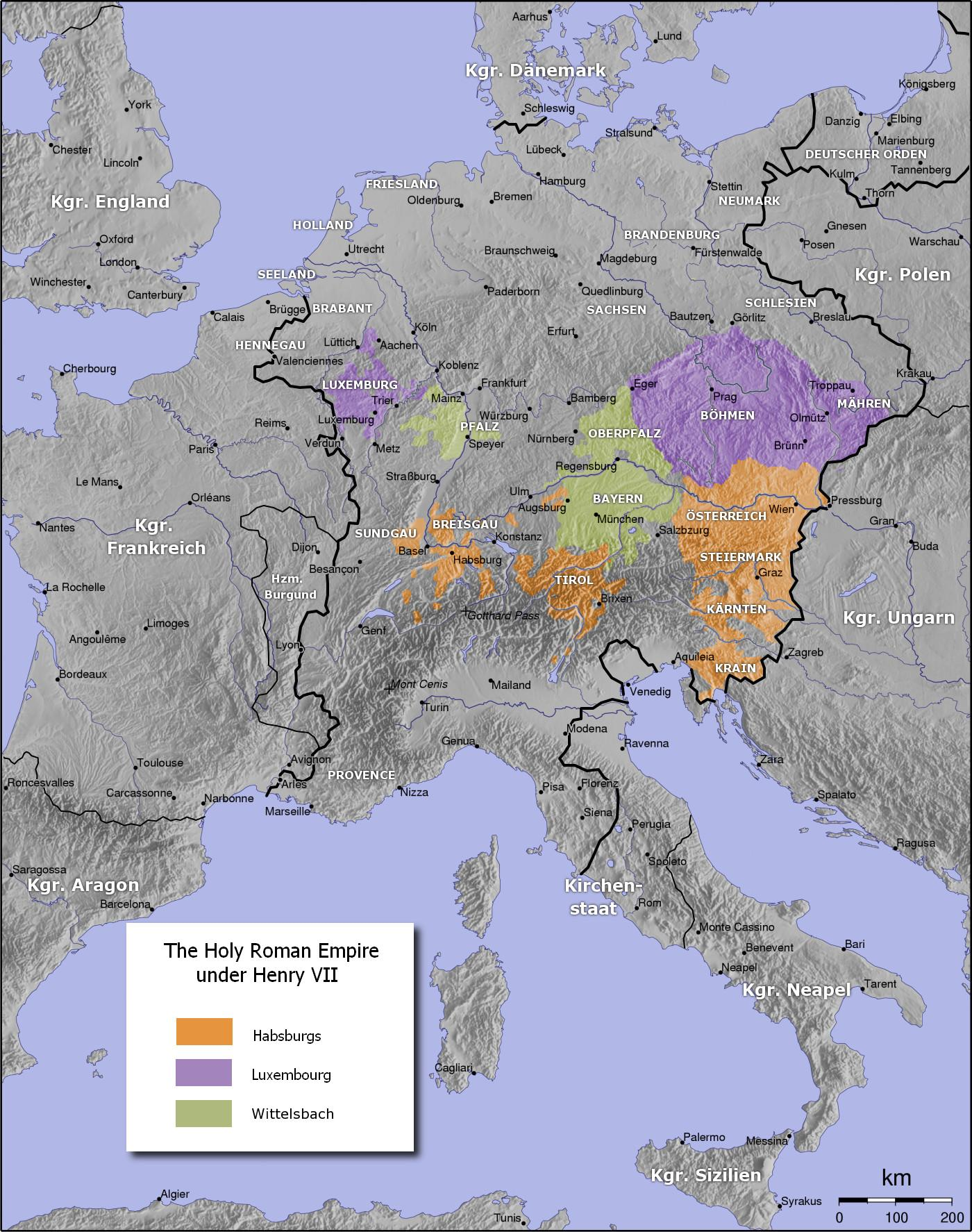
Mapa del Imperio en época del emperador Enrique VII (1308-1313).

Con el papa instalado en Francia, y el rey de Romanos atado en el feudalismo alemán; en Italia, el rey Roberto I de Nápoles, era el personaje dominante en la península, favoreciendo a los güelfos y a los negros de Florencia en particular. 
La expedición (Romzug) del rey de Romanos Enrique VII de Luxemburgo a Italia (1310–1313) para ser coronado emperador contó con el beneplácito del Papa Clemente V, y también pretendió pacificar y reconciliar a las facciones güelfas con las gibelinas, y recobrar sus derechos imperiales en Italia. 
Enrique VII apareció en Italia en octubre de 1310. Inicialmente la expedición fue exitosa, donde los regímenes güelfos se habían mostrado cooperativos, y se había posibilitado el regreso de los exiliados a sus ciudades. Enrique de Luxemburgo designó a vicarios imperiales y podestàs en las ciudades para encargarse de los gobiernos comunales, pero que no actuaron de forma imparcial. En Milán se vio envuelto en las querellas de los güelfos, encabezados por Guido Della Torre y gibelinos, por Mateo I Visconti, y como los güelfos habían empeñado la corona férrea, y tuvo que ser coronado con una nueva en la Epifanía de 1311. Unas semanas después designó al conde Amadeo V de Saboya como vicario general de Lombardía y reclamó una contribución de 300.000 florines anuales entre las ciudades, lo cual inició la rebelión, en febrero, en Milán gobernado por los güelfos Torriani, y se extendió en Lombardía atizada por las ciudades güelfas. Necesitado de apoyos tanto financieros como militares, los buscó en señores locales: en Milán se produjo la expulsión de los della Torre, y el Rey de Romanos aceptó el retorno al poder milanés del gibelino Mateo Visconti vendiéndole el título de vicario imperial (julio de 1311), algo que también hizo a güelfos oportunistas como Riccardo da Cammino de Treviso (mayo de 1311). El Rey de Romanos, con el apoyo de los gibelinos, sometió a las ciudades de Cremona y Brescia, y obtuvo la sumisión de Parma, Vicenza, Plasencia y Padua; pero el éxito pírrico en el sitio de Brescia (mayo a septiembre de 1311) reveló la precariedad militar y financiera de Enrique de Luxemburgo. No obstante, el papa Clemente V sintió la presión del rey Felipe IV de Francia y de los güelfos, y dio apoyo a la oposición güelfa. Tras mantener una dieta imperial en Pavía en octubre de 1311, fue recibido favorablemente en Génova, admitiendo un vicario imperial, Uguccione della Fagginola; y por su apoyo, Cangrande della Scala fue reconocido vicario imperial de Verona en 1311 y de Vicenza en 1312. Por mar se trasladó a Pisa, reiniciándose con apoyo florentino la revuelta en Lombardía: Lodi, Reggio, Cremona, Piacenza, Parma, Pavía, Padua, Brescia, Treviso, Asti, pero Enrique VII contaba con el apoyo de Mateo Visconti y de Cangrande della Scala, y designó al conde Werner de Homburgo como capitán general en puesto del vicario general para dirigir la acción militar.
De Pisa se trasladó a Roma, donde tuvieron que luchar con las tropas napolitanas, mandadas por Juan de Durazzo, hermano del rey napolitano, y sus aliados los Orsini. En junio de 1312, fue coronado emperador de manos del cardenal obispo de Nicolás de Ostia, en Roma, entre luchas de los Orsini güelfos y los Colonna gibelinos. Después partió para Toscana, sometiendo Perugia y ciudades toscanas, pero el asedio Florencia falló. Contando con la oposición del Papa Clemente V, que apoyaba al rey Roberto I de Nápoles, legado papal, el Emperador convocó una Dieta en Pisa, a la que no que asistió el rey napolitano, feudatario suyo por Provenza, fue declarado enemigo del imperio y depuesto, y acordó una alianza con el rey de Federico II de Sicilia para invadir Nápoles. Con un nuevo ejército camino de Nápoles, marchó hacia Roma para expulsar de allí a los napolitanos, pero la muerte le sobrevino por malaria en Buonconvento, cerca de Siena, en agosto de 1313 quebrando así, las esperanzas de los imperialistas para siempre. 
Las postreras intervenciones imperiales Luis IV (1327–30) y Carlos IV (1354–55, 1368–69), no venían asociadas a un monarca universal, sino como breves participantes de la escena política que buscaban beneficios limitados como la coronación imperial en Roma y la recaudación de tributos. Aunque ya había desaparecido cualquier autoridad central imperial en Italia, no obstante, los emperadores mantuvieron sus pretensiones formales de jure de autoridad. Y en su lugar, quedó una diversidad de poderes locales rivales oscilando entre alianzas y hostilidades.
La estancia de los papas en Aviñón, dejó a los Estados Pontificios en anarquía, donde tiranos locales arrebataban el poder a los funcionarios papales. El cardenal Gil de Albornoz como legado del Papa (1353–63), lograría un cierto orden, estabilidad y sumisión al Papa, que se echaría a perder durante la guerra contra Florencia (1375-1378) y durante el Gran Cisma (1378–1417).

## ElsigloXIV
Desde el último tercio del siglo XIII, en un contexto en el que los soberanos alemanes estaban ausentes de Italia y en el que los angevinos se hallaban enzarzados en guerra con los aragoneses, los señores locales comenzaron a extender sus dominios a las comunas vecinas: los Este a Módena (1288) y Reggio (1289) y potencialmente a Mantua, Padua, Parma y Bolonia; los della Torre y Visconti a Novara y Vercelli, Como, Bérgamo, Pavía; y otros déspotas menores como los Montefeltro, Polenta y Malatesta en competición por territorios en Romaña y la Marca. Este proceso de enfrentamientos entre las distintas ciudades italianas va a generar la creación de Estados regionales a lo largo de los siglos XIV y XV. Durante este periodo, la fragmentación e inestabilidad heredada del periodo comunal fue superada por la formación de divisiones políticas más estructuradas y coherentes y con mayor amplitud territorial, esto es, las ciudades más poderosas se aseguraron el control de sus vecinas.
Con la muerte del emperador Enrique VII, y el asentamiento de los Papas en Aviñón, las aspiraciones de supremacía universal del papado y del Imperio pronto se diliurían en la fragmentación de los poderes locales italianos. Durante los siglos XIV y XV, no es posible reconstruir una historia unificada del territorio sino que hay que fragmentarla en los procesos históricos de los 6 poderes mayores: Sicilia, Nápoles, Estados pontificios, Florencia, Milán, y Venecia, y desparramados entre ellos, una veintena de poderes menores como Mantua, Montferrato, Lucca, Siena o Génova. Las postreras intervenciones imperiales Luis IV (1327–30) y Carlos IV (1354–55, 1368–69), no venían asociadas a un monarca universal, sino como breves participantes de la escena política que buscaban beneficios limitados como la coronación imperial en Roma y la recaudación de tributos. Aunque ya había desaparecido cualquier autoridad central imperial en Italia, no obstante, los emperadores mantuvieron sus pretensiones formales de jure de autoridad. Y en su lugar, quedó una diversidad de poderes locales rivales oscilando entre alianzas y hostilidades. Milán gobernado por los Visconti era un poder dominante entre las comunas lombardas, y pronto pretendió ejercer su hegemonía en el norte italiano. Bordeando las posesiones occidentales de los Visconti, los condes de Saboya y los marqueses de Montferrato extendían su autoridad sobre las ciudades de Piamonte. En Génova, las luchas entre las familias rivales güelfas y gibelinas, fueron temporalmente aparcadas con la elección de Simón Boccanegra como dogo de la república en 1339. En Toscana, por el contrario, dominó el paisaje republicano, aunque no exento de querellas internas, y en especial destacan la animosidad entre Florencia y Pisa, y donde Florencia, había aumentado en tamaño, riqueza y poder para convertirse en la fuerza dominante en Toscana y el principal baluarte contra las ambiciones de la poderosa familia milanesa de los Visconti.

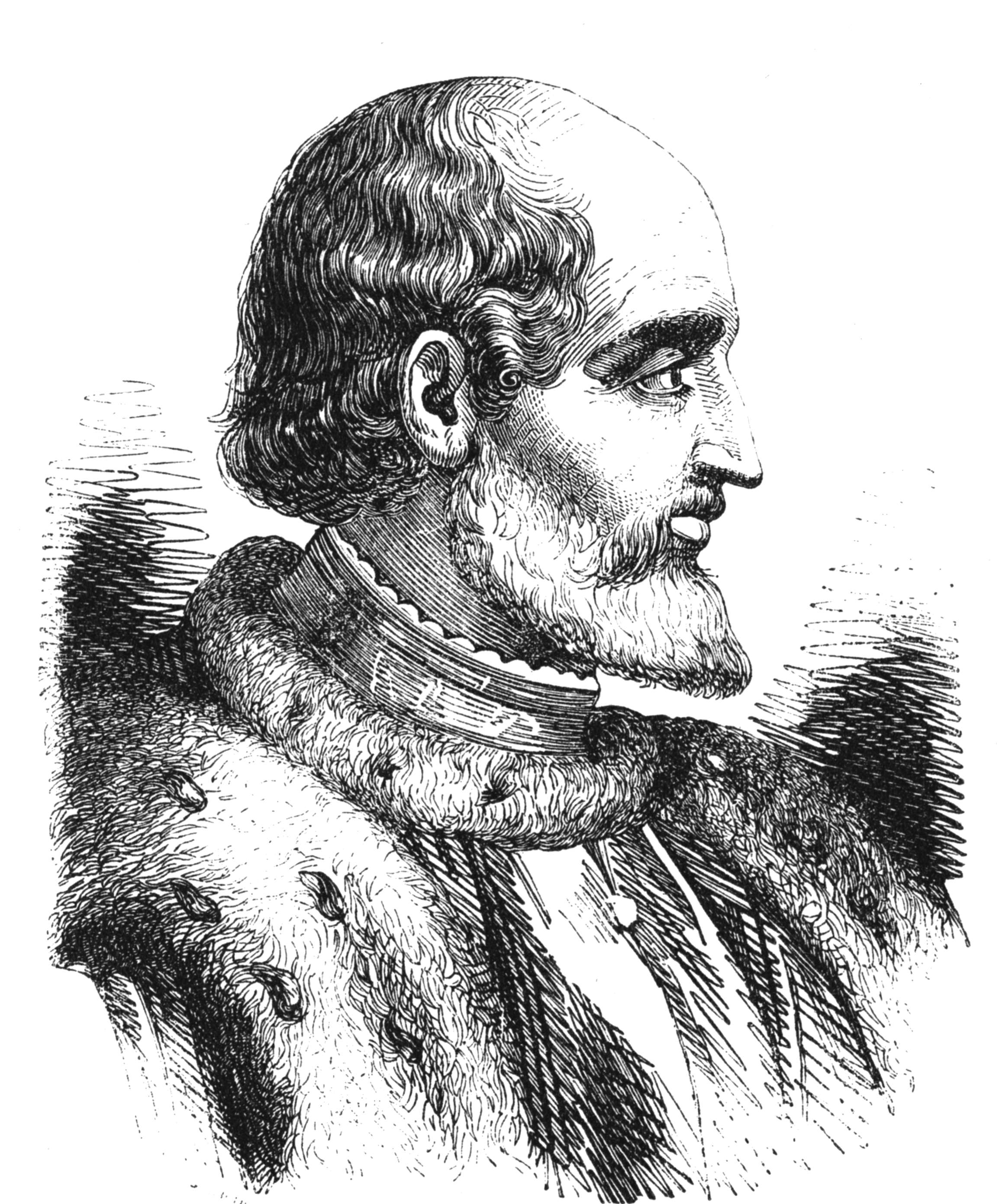
Mateo Visconti el Grande en una ilustración de Grande illustrazione del Lombardo-Veneto... Milano, Corona e Caimi Editori, 1858.

Tras el fallecimiento del emperador Enrique VII, el papa Clemente V se sintió libre para disponer de los puestos imperiales en Italia de acuerdo al concepto del vacante imperio, por el que el papa asumía la autoridad imperial en el Imperio a falta del emperador, y así nombró a rey Roberto de Nápoles vicario imperial para Italia en 1314, lo que extendió su autoridad por las distintas regiones italianas, en una situación que se prorrogó con la doble elección imperial entre Luis de Baviera y Federico de Habsburgo, y con el interregno de dos años tras la muerte de Clemente V y tras el que fue elegido Juan XXII (1316–1334). El papa Juan XXII mantuvo la doctrina del vacante imperio durante la guerra civil en Alemania y de este modo renovó el vicariato al rey Roberto en 1317, Pero ambos reyes de Romanos en guerra civil en Alemania no se desligaron completamente de Italia: en 1315, Luis de Baviera nombró vicario general en Italia a Juan de Belmont, en apoyo de los Visconti de Milán; y por su parte Federico de Habsburgo confirmó el vicariato imperial a Cangrande della Scala en Verona en 1317, ante lo cual, Treviso y Padua reconocieron en 1319 la autoridad de Federico de Habsburgo para así frustrar las ambiciones territoriales de Cangrande della Scala,
En Toscana, el fallecimiento del emperador animó a Florencia y las ciudades güelfas a tomar venganza sobre la gibelina Pisa, pero esta ciudad contrató a la caballería imperial al mando de Uguccione della Fagginola, entonces vicario imperial de Génova, quien rechazó a los güelfos y logró someter a la ciudad de Lucca, y su dominio fue indiscutido al vencer a una coalición compuesta de florentinos, güelfos toscanos y del ejército napolitano del rey Roberto, en Montecatini (1315); sin embargo, Pisa y Lucca, se sacudieron de su yugo, y lo expulsaron. Tras esta expulsión de Uguccione se produjo una aproximación entre el rey Roberto de Nápoles y el rey de Romanos Federico de Habsburgo, que posibilitó una paz entre guelfos y gibelinos en Toscana: Pisa y Lucca hicieron la paz con Florencia y con los napolitanos, Pisa había recobrado su independencia mientras, en Lucca, Castruccio Castracani llegó a ser capitán del pueblo y en 1320, señor de la ciudad, donde fue reconocido vicario imperial por Federico de Habsburgo. En Lombardía, los esfuerzos del rey napolitano y los güelfos lombardos, encabezados por los Torriani, se dirigieron contra los gibelinos Visconti, señores de la ciudad, pero los güelfos fueron derrotados en Pavía (1315), y Mateo Visconti pudo apoderarse de Tortona, Alejandría, Pavía, Como, Tortona, Bérgamo y Plasencia, logrando llevar a éxito al partido gibelino, y el papa le excomulgó y puso a Milán bajo interdicto. Mientras, Cangrande della Scala, señor de Verona, lograba el éxito gibelino en la marca trevisana, expandiéndose en Feltre, Belluno, Cividale, Padua y Treviso; y debido a su negativa a renunciar al vicariato imperial concedido por Federico de Habsburgo, fue excomulgado por el papa Juan XXII en 1318. Además, en Ferrara fue expulsado en 1317 el rey Roberto de Nápoles, tras nueve años como vicario del papa, y fue llamado Obizzo III de Este al poder, lo que produjo un enfrentamiento con el papa, que puso a la ciudad bajo interdicto. 
Pero los güelfos alcanzaron el poder en Génova y los gibelinos expulsados pidieron ayuda de Mateo Visconti, mientras que los güelfos hicieron lo propio con Roberto de Nápoles a quien hicieron señor de Génova, cargo que ostentó hasta 1335. El asedio gibelino a Génova de 1318 no tuvo éxito, y el papa Juan XXII contraatacó en 1320 enviando contra Visconti una infructuosa expedición a cargo de Felipe de Valois y una cruzada dirigida por el legado papal Bernardo del Poggetto (Bertrand du Poïet). En 1322 el papa convenció a Federico de Habsburgo para que llevara a cabo una expedición contra Milán, y envió a su hermano Enrique en una breve campaña en Brescia. pero fue convencido de que no podía luchar con los gibelinos, quienes eran precisamente los partidarios del imperio. Mateo Visconti abdicó y falleció en junio de 1322, y le sucedió su hijo Galeazzo. Luis de Baviera venció a Federico de Austria en Mühldorf en septiembre de 1322, quedando como único rey de Romanos. 
En Milán, Galeazzo Visconti se mantuvo en una posición insegura frente a los envites y progresos del legado papal Bernardo del Poggetto, pero salvó su situación gracias a la ayuda de Luis de Baviera, quien nombró para ello como vicario general para Italia, a Berthold von Neiffen, conde de Marstetten, en 1323. Esto le valió en marzo de 1324 a Luis de Baviera la excomunión y su deposición por el papa, con lo que el Rey de Romanos decidió embarcarse en la campaña de Italia para obtener una posición ventajosa sobre el papa.
En Milán, Visconti recuperó las posiciones perdidas ante el legado papal, y Cangrande della Scala y Obizzo de Este paralizaban a Bertrand du Poïet en Romaña en Monteveglio en 1325. En Toscana la posición dominante de los gibelinos la asumió Castruccio Castracani, señor de Lucca y reconocido como vicario imperial en 1324, que emprendió la guerra contra los güelfos, consiguiendo la señoría de Pistoia (1325) y la derrota de Florencia, de sus aliados güelfos y de los mercenarios franceses en el castillo de Altopascio en mayo de 1325, que junto con la derrota de la güelfa Bolonia frente a la gibelina Módena en Zappolino, seis meses después, mantuvo activo el gibelinismo tanto en Toscana como en Romaña, y a los güelfos a la defensiva. Tras la derrota güelfa, Bolonia nombró señor al legado papal Bertrand de Poiet, y los florentinos pidieron la ayuda del rey napolitano, que impuso a su hijo Carlos de Calabria como señor de la ciudad, pero cuando Carlos llegó a Toscana (1326), en vez de enfrentarse con Castruccio, comenzó a someter a las ciudades güelfas.

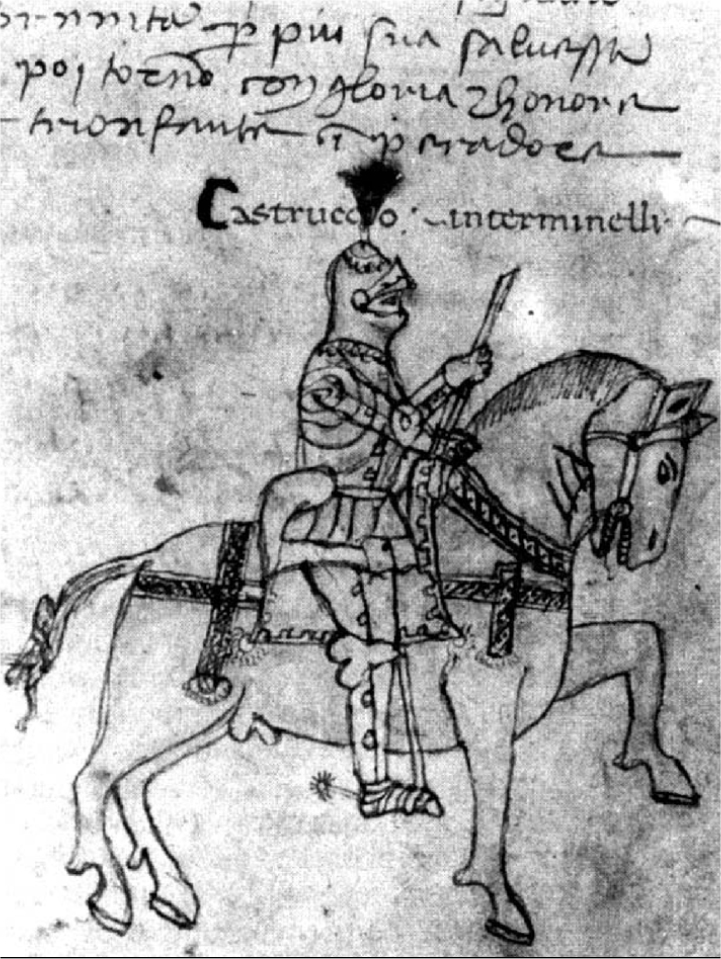
Castruccio Castracani, Biblioteca Statale de Lucca

Tras la victoria de Luis de Baviera sobre Federico de Austria en Muhldorf (1322), y afirmar su poder en Alemania, Luis emprendió en 1327 una expedición a Italia para extraer tributos y para apoyar a los gibelinos, quienes habían financiado la expedición, entre ellos Galeazzo Visconti de Milán, Castruccio Castracani de Lucca, Pasarino de Bonaccolsi de Mantua, Obizzo de Este de Ferrara, Cangrande della Scala de Verona o Federico II de Sicilia. Entrando en Lombardía recibió en Milán la corona de hierro en Pentecostés, pero un mes después, depuso a Galeazzo Visconti acusándolo de tratar con la Corte de Aviñón y los angevinos. El rey de Romanos siguió camino de Toscana con el apoyo del señor de Lucca, el gibelino Castruccio Castracani, manteniendo a la defensiva a los güelfos de Carlos de Calabria, y además Castruccio logró someter para Luis la ciudad de Pisa, por lo que Castruccio fue nombrado vicario imperial en Pisa en marzo, y duque de Lucca en noviembre, junto con Pistoia, Volterra y Lunigiana, además Luis nombró vicarios imperiales a gibelinos en Verona, Ferrara y Mantua. Luis, que estaba excomulgado, prosiguió camino de Roma, y con apoyo de los Colonna, se coronó emperador (1328) y allí estableció al antipapa Nicolás V (1328-1330). Castruccio regresó a Toscana para derrotar de nuevo a sus enemigos güelfos, pero murió inesperadamente de fiebre. Sin este apoyo, y con escasez de tropas y dinero no pudo proseguir su campaña contra el Rey de Nápoles, y así el Emperador regresó a Toscana, y después a Lombardía, donde previamente, a petición de Castruccio, había reinstalado a los Visconti en la señoría de Milán, en la persona de Azzo, nombrándolo vicario imperial en enero de 1329 por 60.000 florines de oro; y en su afán de dinero vendió el ducado de Lucca despojándolo a los herederos de Castruccio. El papa temiendo perder influencia en Italia reconoció a Azzo Visconti como señor de Milán meses después, en septiembre, y se reconcilió con la ciudad; además de Milán, el Emperador había perdido ya el apoyo de Pisa y del marqués de Este, abandonó a su antipapa y nombró a Luis Gonzaga vicario imperial en Mantua para intentar fortalecer a los gibelinos; pero ante el fallecimiento del gibelino Cangrande della Scalla, el Emperador emprendió la vuelta a Alemania. En diciembre de 1329 se hallaba en Trento y en febrero de 1330 recruzó los Alpes en dirección a Alemania, dejando desorganizado el partido gibelino. 
Parecía que la muerte de Castruccio y el retorno de Luis IV a Alemania, llevaría la tranquilidad a Florencia, puesto que Carlos de Calabria había muerto en 1328. Pero en 1331, la ciudad de Brescia ofreció a Juan de Luxemburgo, rey de Bohemia e hijo del emperador Enrique VII, la señoría de la ciudad, algo que fue imitado por otras muchas ciudades italianas, tanto lombardas (Bérgamo, Cremona, Pavía, Vercelli, Novara, Parma, Módena o Reggio), como toscanas (la gibelina Lucca), cansadas ya de las guerras intestinas. Pero Florencia, que veía a Juan de Luxemburgo, como hijo de su enemigo y aliado del emperador, formó una liga para oponerse a la que se añadieron el rey Roberto I de Nápoles y los gibelinos Azzo Visconti y Mastino della Scala. Juan de Luxemburgo, que había apoyado al emperador Luis IV, recibió el vicariato de Italia y entró en Italia en 1333 con apoyo francés, pero incapaz de resistir la oposición, fue vendiendo las señorías y abandonó Italia, aprovechando este momento, los coaligados ampliaron su poder sometiendo a estos nuevos señores: Milán adquirió Cremona y otras ciudades lombardas, los marqueses de Este, instalados en Ferrara adquirieron Módena, y el señor de Mantua, de la familia Gonzaga, hizo lo propio con Reggio, Mastino della Scala, señor de Verona y de la marca trevisana, estableció su poder en Parma y Lucca. El fracaso de Juan de Luxemburgo, arrastró al legado papal Bertrand de Poiet, que fue expulsado de Bolonia por los Pepoli.

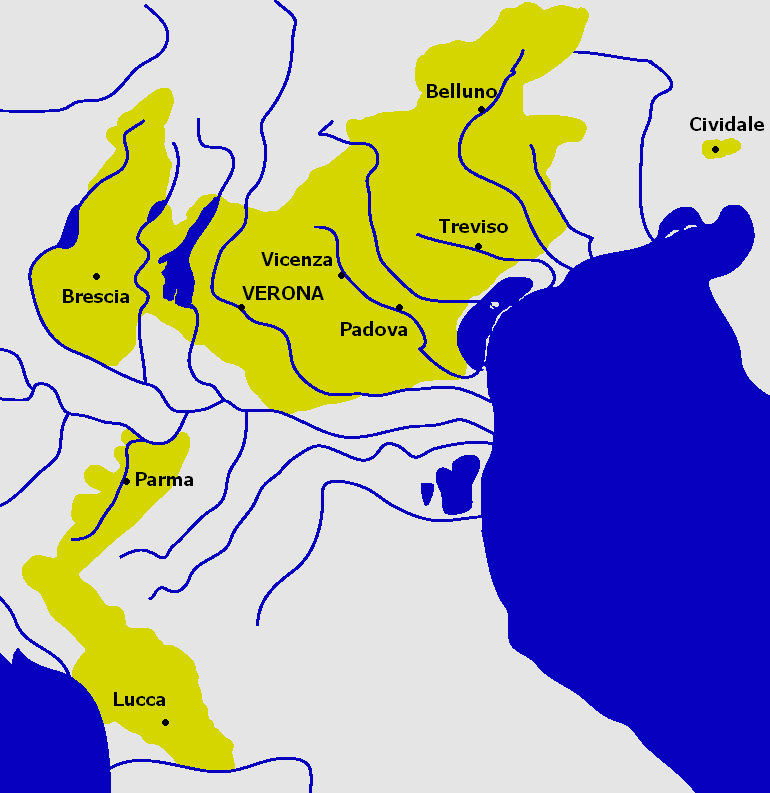
Territorios de la señoría de Verona controlados por Mastino II della Scala en su máxima expansión en 1336.

El poder adquirido por el señor de Verona, puso en alerta a los florentinos, que no pudiendo recibir ayuda sustancial del ya anciano rey Roberto de Nápoles, buscó la ayuda en Venecia, enemistada con Mastino por los gravámenes económicos a los que les sometía el señor de Verona. A esta unión se incorporaron los señores de Milán y Mantua, el marqués de Este, y el duque de Carintia, para ampliar sus propios territorios. Incapaz de resistirse, Mastino hizo un tratado con Venecia (1338) a la que cedió los territorios de Treviso, Castelfranco y Ceneda (sus primeros establecimientos en Terra Ferma) y la libre navegación por el río Po, por su parte Milán se engrandeció con Brescia; así, Florencia, aislada sin el apoyo del anciano rey Roberto de Nápoles y el fallecimiento del papa Juan XXII, y con dificultades económicas derivadas de la guerra de los Cien Años, accedió a la paz sin significativas ganancias territoriales. 
El declive de Mastino della Scala le supuso la pérdida de Parma, que era su nexo con Toscana, lo que motivó que tuviera que vender la señoría de Lucca, o a Florencia, o a Pisa. Pero Pisa temiendo por su seguridad si Florencia se engrandecía, logró el apoyo de los gibelinos de Toscana, Romaña y Lombardía, incluyendo al señor de Milán, y logró apoderarse de Lucca a pesar de los intentos florentinos, en donde la inestabilidad pública llevó a poner la ciudad en manos Gualterio de Brienne como nuevo señor (1342), pero su gobierno despótico fue pronto expulsado de la ciudad, con el saldo añadido de la pérdida de influencia y territorios en Toscana.
En Alemania, en 1349, Carlos IV, nuevo Rey de Romanos, era aceptado en todo el Imperio. Su gobierno estuvo caracterizado por su carácter pacífico, tanto por carácter, como consciente del hecho que el Imperio estaba ya disgregado en pequeños principados y la unidad no podía conseguirse por las fuerzas de las armas. Aunque empleó su poder para parar conflictos armados entre territorios y ciudades e imponer tratados de paz denominados Landfriede, con la intención de hacer así patente la existencia de una autoridad central; sin embargo, esto era un pobre sustituto de una inexistente autoridad central imperial. Ante esto Carlos IV repartió el poder en el imperio, se reservó para sí el gobierno de los territorios orientales, mientras nombraba vicarios para la parte occidental alemana, para Italia y para el Arelato. Su política italiana no siguió los ejemplos intervencionistas de los emperadores Enrique VII y Luis IV. Sus objetivos consistían en la obtención de la corona imperial y en recibir un impuesto imperial, así como el reconocimiento de la autoridad imperial por parte de las entidades políticas a través de que le rindieran homenaje, lo que suponía vender vicariatos imperiales a señores y libertades a ciudades republicanas. Sin embargo la confrontación entre güelfos y gibelinos mantenía polarizada la situación italiana. En Toscana, las ciudades güelfas (Florencia. Lucca, Siena) se oponían a la aristocracia local, que era partidaria de los gibelinos, el popolo grasso de mercaderes y empresarios estaban celosos de sus libertades, con lo que en principio estaban opuestos a una autoridad externa como la imperial. Más al norte, enzarzadas Venecia y Génova en guerras por su influencia en el Mediterráneo, la familia Visconti, que dominaba Milán, eran los más arduos oponentes de la poder papal en Italia, mientras que los papas de Aviñón buscaron proteger sus Estados a través de legados o vicarios. Los Visconti extendieron su poder sobre toda Lombardía, Génova, aprovechando el ataque de Luis I de Hungría que reclamaba e trono napolitano, los Visconti ocuparon territorios en Piamonte pertenecientes a la reina Juana I de Nápoles, también trataron de ampliar su influencia a Toscana por lo que el arzobispo y señor de Milán, Giovanni Visconti, compró la señoría de Bolonia (1351) a los gibelinos Pepoli, quienes estaban en dificultades frente al lugarteniente del Papa, y así se extendió el poder milanés en los confines de Toscana en connivencia con los pequeños señores de la Romaña, lo cual suponía una amenaza a los estados Pontificios y a la güelfa Florencia, la cual se dispuso a afrontar la situación en solitario, puesto que Lombardía y la gibelina Pisa apoyaban a los Visconti o se mantuvieron neutrales, y las repúblicas güelfas de Toscana, como Siena, Perugia y Arezzo, temían del poder de Milán. Frente a un muy numeroso ejército gibelino, los florentinos aseguraron la comida en fortalezas, de modo que el ejército gibelino, sin provisiones inició el asedio de Scarperia, los florentinos, entretanto, hicieron levas y contrataron mercenarios, de forma que lograron repeler el asedio gibelino, lo que fortaleció a los güelfos para repeler los intentos de Milán y sus aliados gibelinos. Reforzado el poder güelfo en Toscana, los florentinos invitaron al rey de Romanos y de Bohemia, Carlos de Luxemburgo a Italia, ofreciéndole apoyo de dinero y fuerzas para obtener las coronas de hierro y del imperio a cambio de someter las ambición de los Visconti. Sin embargo, Carlos IV de Luxemburgo, no deseaba emplear sus fuerzas para beneficiar al papado, con lo que el papa Clemente VI, prefirió reconocer el vicariato de Visconti en Bolonia en 1352 a cambio se suculentas cantidades económicas y retrasar la coronación imperial. Abandonadas por Clemente VI, las ciudades güelfas buscaron ayuda en el rey de Romanos, pero su sucesor el papa Inocencio VI, lejos de buscar la supremacía papal, trató de pacificar su Estado, con lo que necesitaba la ayuda de Carlos contra Visconti, quien amenazaba los territorios papales, de modo que no se opuso a la expedición italiana de Carlos. Así, Carlos concluyó tratados con todos los enemigos de los Visconti, pero tampoco pretendía que su entrada en Italia significara la guerra. Ante la amenaza de la presencia imperial en Italia, Visconti necesitaba la paz para preparar la guerra contra Venecia. el arzobispo y señor de Milán, Giovanni Visconti, hizo la paz con las repúblicas toscanas en Sarzana (31 de marzo de 1353). El papa quedó así con las manos libres para emprender la reconquista de los Estados de la Iglesia, y el cardenal Gil Álvarez de Albornoz fue designado legado tres meses después para ese cometido. 
Entretanto, apareció una compañía de mercenarios comandada por Monreal de Albano, que arrasó Romaña, para dirigirse con posterioridad a Toscana, donde obtuvo tributos de ciudades como Perugia, Siena, Florencia o Pisa, para no saquear sus territorios, y de aquí partió a Lombardía, donde fueron requeridos por los enemigos de Milán (Mantua, Verona, Padua y marqués de Este) para contrarrestar la política expansiva de Visconti en sus territorios; y, a semejanza de lo que ya había hecho Florencia, estos enemigos de Milán invitaron al rey de Romanos Carlos de Luxemburgo a entrar en Italia además de contratar a la compañía de Monreal de Albano; pero Visconti, para frustrar sus aspiraciones, también buscó la amistad de Carlos, y de esta manera, siendo reclamado por distintos poderes enfrentados en Italia, y contando con la aprobación del papa de Aviñón, Carlos de Luxemburgo cruzó los Alpes en 1354, con una fuerza reducida. Pero poco después, el arzobispo y señor de Milán falleció y los territorios fueron repartidos entre sus sobrinos Mateo II, Bernabé y Galeazzo II Visconti, quienes estuvieron más receptivos a negociaciones de paz. El Rey de Romanos medió entre los Visconti y sus enemigos lombardos, logrando una tregua de cuatro meses, con lo que Carlos obtuvo la corona férrea el 6 de enero de 1355 y concedió el vicariato imperial a los tres hermanos Visconti en sus respectivos territorios, quienes concedieron 50000 florines de oro al rey alemán, así como libre pasaje por sus tierras. Haciendo uso de la diplomacia, Carlos avanzó al sur, aceptando el homenaje de las clases gobernantes y recaudando impuestos imperiales. Fue recibido en Pisa, donde los gibelinos le impelieron a tomar venganza sobre Florencia, por el trato dado tanto a su abuelo el emperador Enrique VII, como a su padre, Juan I de Bohemia, y finalmente logró hacer un tratado con Florencia, a cambio de una fuerte suma de dinero. Carlos siguió camino de Roma donde fue coronado emperador el 5 de abril de 1355, y enseguida emprendió camino a Alemania obteniendo dinero por vender libertades a ciudades y poder a señores locales. Aunque Carlos en apariencia había restablecido autoridad en la Italia imperial, defraudó a los gibelinos que esperaban la pacificación. 

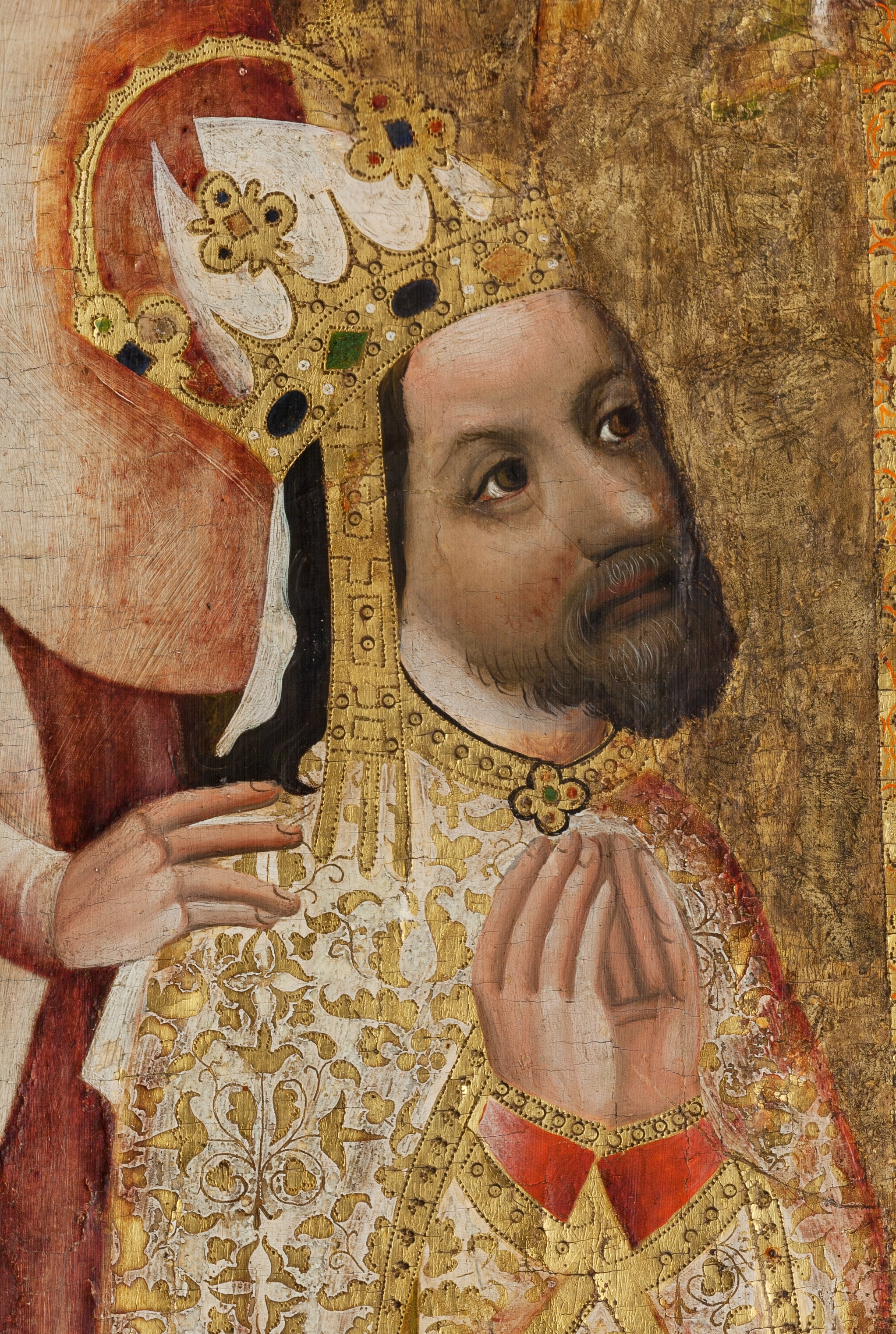
El emperador Carlos IV en un fragmento del panel votivo del Arzobispo Jan Ocko de Vlasim, por Meister Theoderich von Prag

En Lombardía, la tregua entre los Visconti y sus enemigos, expiró y nuevas ciudades se unieron a los opositores de los Visconti como Pavía o el marqués de Monferrato, e incluso la ciudad de Bolonia. Sin embargo, la guerra llevada a cabo por las compañías de mercenarios, se alargaba porque los combatientes evitaban encuentros decisivos para obtener más ganancias de los que les pagaban. Finalmente, los Visconti hicieron la paz con sus enemigos en 1358, encontrándose las manos libres para recuperar su influencia perdida sobre las ciudades que se le habían revuelto, mientras, las compañías de mercenarios entraron al servicios de distintos señores. En Toscana, se reanudó la guerra entre Pisa y Florencia, debido al interés de Pisa de cobrar impuestos por el paso de mercancías florentinas por su puerto (1356), la guerra fue llevada por mar y tierra, pero ante una nueva oleada de peste en 1363, la paz llegó en 1364, permaneciendo Pisa como paso de mercancías florentinas y libres de impuestos. 
En los Estados Pontificios, Gil de Albornoz se enfrentó a los Visconti por la posesión de Bolonia, Bernabé Visconti solicitó arbritaje al emperador, pero ante la negativa de cesar las hostilidades, los Visconti fueron desposeídos del vicariato imperial y puestos bajo el bando del imperio en 1361. En nuevo papa de Aviñón, Urbano V excomulgó a Visconti, y este, derrotado, tuvo que aceptar la paz con el papa en 1364. Tras el Tratado de Brétigny (1360), Italia quedó plagada por compañías de mercenarios que venían de Francia, ofreciendo sus servicios a ciudades y señores, arrasaban las tierras y extorsionaban a las población; el papa Urbano V, tenía la intención de devolver la sede papal a Roma, y pero para ello necesitaba la ayuda del emperador para expulsar a las errantes compañías mercenarias así como para proceder contra Visconti. En su viaje a Aviñón de 1365, Carlos IV aseguró su ayuda al papa y obtuvo la aprobación de una campaña imperial en Italia. El papa regresó a Italia en 1367 donde se encontró con su legado el Cardenal Gil de Albornoz, quien finalmente había llevado a la práctica la pacificación y sumisión al Papa de la Romaña, y antes de morir había formado una liga contra los Visconti en la que se incluyeron al emperador, el rey Luis I de Hungría, la reina Juana I de Nápoles, los señores de Padua, Ferrara y Mantua, pero no Florencia para no violar la paz de Sarzana. pero los señores de Milán, Bernabé y Galeazzo II Visconti contrataron la compañía de John Hawkwood. En mayo de 1368, el ejército imperial entró en Italia, que aumentó con los coaligados, pero los aliados de Visconti, Hawkwood y Cansignorio della Scala, señor de Verona, paralizaron la acción del ejército de esta alianza entre imperiales e italianos cortando los diques del Adigio y el Po anegando Mantua y Padua; así Carlos IV tuvo que negociar con Visconti, a cambio de una suma de dinero el emperador les restituyó el vicariato imperial y envió de vuelta a Alemania a gran parte de su ejército; y pese a la indignación de sus aliados, pasó a Toscana, donde aplicando su autoridad imperial intervino en beneficio propio en el gobierno Pisa, Siena y Lucca. En general, el emperador limitó sus esfuerzos diplomáticos en reforzar relaciones pacíficas entre los territorios, reconoció a las signorias y combatió a las compañías de mercenarios. Gracias a su diplomacia obtuvo reconocimiento de su posición imperial incluso en Florencia, y los impuestos recogidos en Italia financiaron los costes de la expedición. En 1369, el emperador regresó a Alemania, y para evitar la intervención de Bernabé Visconti como vicario imperial en Pisa y Lucca, sus vecinos, Florencia y el papa obtuvieron del Emperador a cambio de importantes sumas de dinero, el reconocimiento de la república de Pisa y la libertad de Lucca respecto de Pisa. Tras la partida de Carlos IV a Alemania en verano de 1369, se reactivaron las querellas en Italia, y el papa aislado políticamente en Roma, regresó a Aviñón en septiembre de 1370. 

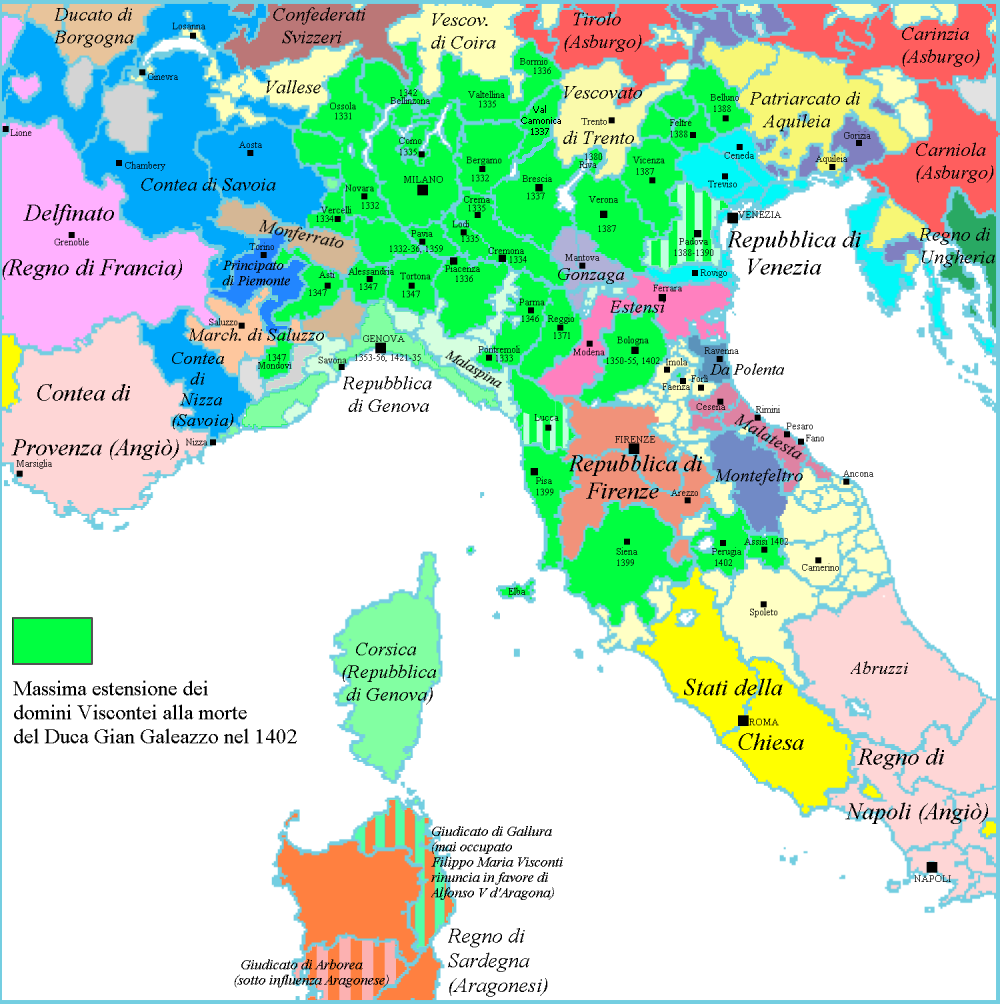
El ducado de Milán a la muerte de Gian Galeazzo en 1402.

Libre del Emperador, Milán reemprendió su política expansiva, pero mientras estuvo a su sueldo la compañía de Hawkwood, no tuvieron éxito las ligas de señores lombardos que el papa dirigía contra ella. El temor de Saboya del expansionismo milanés sobre Montferrato motivó una liga antimilanesa en julio de 1372, así el emperador Carlos IV nombró vicario imperial en Lombardía al conde Amadeo VI de Saboya en noviembre de 1372, privándoselo a los Visconti. Hawkwood abandonó el servicio de Visconti pasó al bando papal, pero ante una nueva reaparición de la peste, se aprobó una tregua en 1374. Aprovechando la debilidad de Florencia por la peste y la hambruna, Guillermo de Noellet, legado del papa Gregorio XI para Italia, trató que la señoría de Florencia cayese bajo el yugo papal saqueando sus campos, y ante esto, Florencia formó una liga con las repúblicas de Siena, Lucca, Arezzo y Pisa, apoyada por la reina Juana de Nápoles, que incitaron la revuelta de Romaña contra los legados franceses, y entraron en tratos con su enemigo natural, Milán. Ante los éxitos de los coaligados, que deshizo la obra de Gil de Albornoz, el papa puso en interdicto a Florencia en 1376 y contrató a la compañía bretona conducida por el cardenal legado Roberto de Ginebra, quienes entraron en Lombardía, y los Visconti abandonaron la liga florentina, después la Compañía pasó a Romaña y las Marcas donde emprendieron la reconquista para el papa con especial virulencia, pero los florentinos pusieron a su servicio a Hawkwood, y se opusieron al Papa. Este, tratando de evitar la ruina de su causa, trasladó la sede de Aviñón a Roma en 1377, iniciando negociaciones en Sarzana para lograr la pacificación, pero éstas fueron suspendidas por la muerte del papa en 1378. La nueva elección derivó en una crisis que resultó en la elección de pontífices, un papa italiano, Urbano VI y otro francés, Roberto de Ginebra, que tomó el nombre de Clemente VII. Italia se puso de parte del italiano Urbano VI, quien con la compañía de San Jorge a su servicio derrotó a la compañía de los bretones al servicio de Clemente en Ponte Molle (1378), Clemente se estableció en Aviñón y Urbano llevó a término enseguida la paz con Florencia y sus aliadas. También el Imperio e Inglaterra estuvieron al lado de Urbano VI, de modo que este papa motivó una alianza entre estos territorios propiciando el matrimonio de Ricardo II de Inglaterra con Ana de Luxemburgo, hermana de Wenceslao de Luxemburgo, rey de Romanos, en 1382. Urbano VI esperaba una expedición (Römerzug) de Wenceslao sobre Italia también el señor de Mantua, Francisco Gonzaga, y aunque el Rey de Romanos tenía interés, decidió no llevarla a cabo por falta de dinero, y designó a su primo Jobst de Moravia como vicario general para Italia en julio de 1383.
Desde la década de 1380, Italia estuvo desgarrada por una larga serie de guerras, cuyo principal agresor fue la familia Visconti, quien, después de haber tomado el control de la signoria de Milán, amplió su poder a muchas otras ciudades, de Asti en Piamonte a Reggio en Emilia, en una serie de campañas militares y diplomáticas que condujeron a una hegemonía milanesa en el norte y centro de Italia.  Mientras en Florencia se produjo la derrota de los Ciompi y del partido democrático en 1382, y el establecimiento de una oligarquía güelfa, dirigida por Maso degl'Albizzi al que sucedió su hijo Rinaldo, que transformaría Florencia de una comuna a un estado territorial como habían hecho Venecia o Milán. Si ya Florencia había incorporado a Volterra (1361), se realizó la expansión por Toscana absorbiendo a Volterra (1361), Arezzo (1384), Pisa (1406), Livorno (1421) pero sin embargo, fracasarían ante Lucca en 1433. 

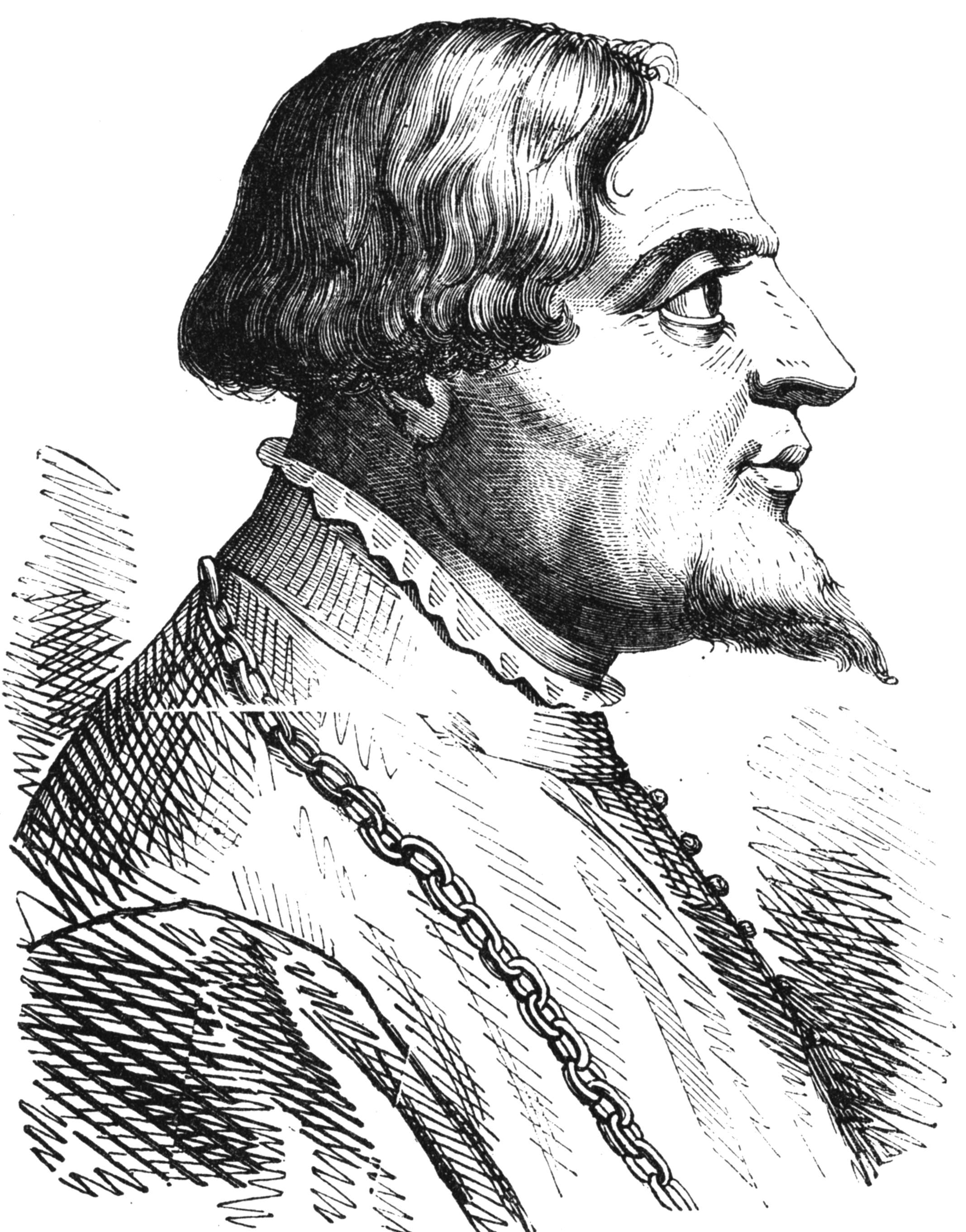
El señor y después duque de Milán, Gian Galeazzo Visconti, en una ilustración de Grande illustrazione del Lombardo-Veneto... Milano, Corona e Caimi Editori, 1858.

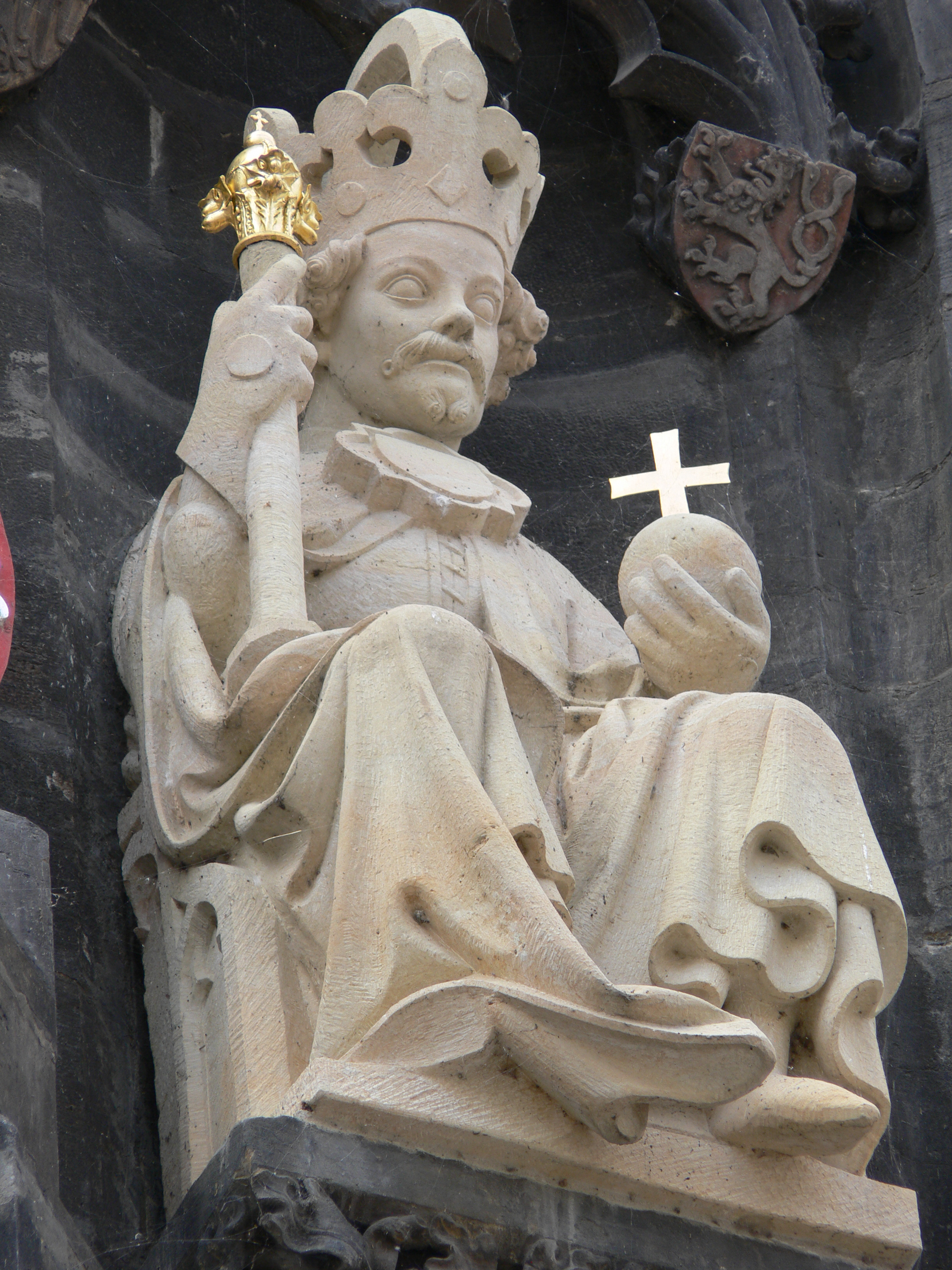
El rey de Romanos, Wenceslao de Luxemburgo convirtió a Milán en un ducado imperial en 1395

En 1385, Gian Galeazzo Visconti, llegó a ser el único señor indiscutido de Milán, y aprovechó la guerra que entonces había entre Francesco I da Carrara (señor de Padua) y Antonio della Scala (señor de Verona), para extender, meses después de la victoria del ejército mercenario de Padua sobre el de Verona en la Batalla de Castagnaro, el dominio milanés en Verona y Vicenza (1387) y Padua (1388), abarcando así las inmediaciones de Venecia, la cual por su parte amplió su territorio en Treviso en 1388. 
El poder alcanzado por Gian Galeazzo le puso el punto de mira en la búsqueda de alianzas, el rey de Romanos estaba interesado en casar a su hermano Segismundo con Valentina, la hija de Gian Galeazzo, pero el contrato matrimonial fue establecido con Luis de Valois, hermano de Carlos VI de Francia y futuro duque de Orléans. Dada la contrariedad de Wenceslao, el cual renovó el vicariato general a su primo Jobst en 1389, pero Jobst no estaba en Italia, y sin intervención imperial alguna, Milán proseguía su expansión.
Los proyectos de Gian Galeazzo se entendieron también hacia Toscana contra Florencia, originándose tres guerras entre estos dos poderes (1390–92, 1397–98, 1400–02). Inicialmente Milán contó con sus aliados lombardos, Alberto de Este, marqués de Ferrara, Francisco I Gonzaga, señor de Mantua, así como de las ciudades de Siena y Perugia, y de la facción gibelina en Toscana y Romaña, mientras que Florencia contaba con Bolonia y con la compañía de John Hawkwood, y la guerra se desenvolvió en incursiones no decisivas, en esta coyuntura reapareció Francesco Novello da Carrara, hijo del desposeído señor de Padua, que recuperó el territorio de Padua, y su hostigamiento en Módena forzó al marqués de Este a abandonar a Milán. Por otro lado, Florencia solicitó ayuda a otro enemigo de Gian Galeazzo, el conde de Armagnac Juan III, pero la ofensiva conjunta contra Milán fracasó, y una paz fue alcanzada en Génova (1392) entre Milán y Florencia, Carrara recuperó Padua (1390), pero Venecia permaneció en Treviso. No obstante, Gian Galeazzo siguió intentando extender su influencia en Toscana, y colocó un aliado suyo, Jacobo d'Appiano, como señor de Pisa pero se enemistó con Francesco Gonzaga, señor de Mantua.
Florencia se volvió hacia el rey de Romanos en 1394, para que encabezara una liga contra Milán, ya que su expansión amenazaba los derechos del Imperio, pero los enviados milaneses también buscaron a Wenceslao de Luxemburgo, y pagando 100.000 florines, Gian Galeazzo obtuvo del Rey de Romanos, Wenceslao de Luxemburgo, la investidura como duque de Milán el 11 de mayo de 1395, mejorada por una segunda investidura el 13 de octubre de 1396, legitimando así el derecho sobre los territorios adquiridos. Y así, Gian Galeazzo lograba un predominio abrumador, corroborado con las adquisiciones posteriores.

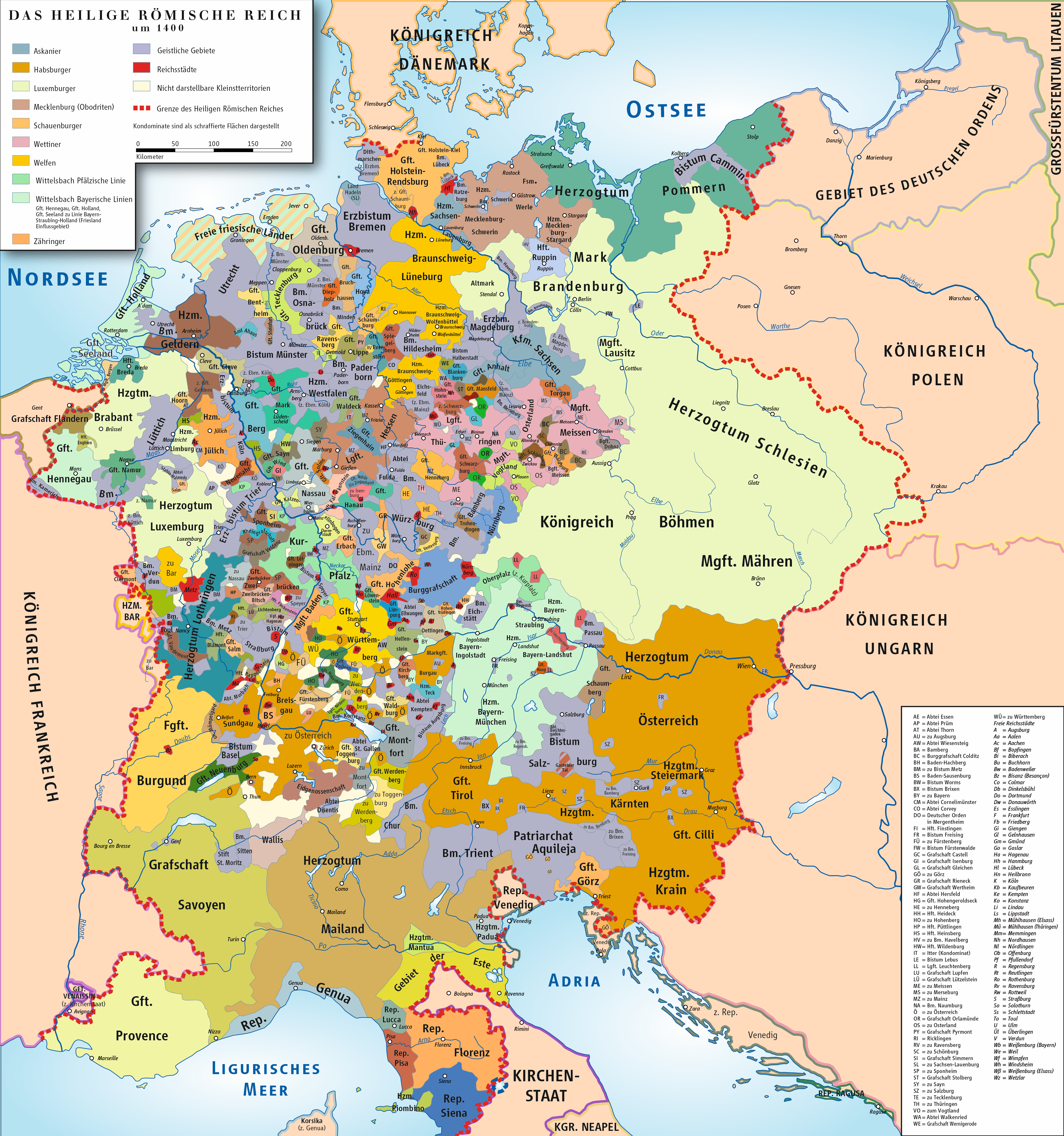
Mapa del Imperio hacia 1400 en época de Roberto del Palatinado (1400-1410).

En 1397, una nueva guerra se originó entre Milán, aliada con Pisa y Siena, contra Florencia, aliada con Padua, Mantua y el marqués de Ferrara, Nicolás III de Este, pero Venecia logró una tregua al año siguiente. La coyuntura benefició a Milán, y así, entre 1399-1400, el duque de Milán pudo adquirir la señoría de Pisa, y amplió su territorio en Toscana, cuando feudatarios gibelinos de los Apeninos, como los Ubertini, cansados de las incursiones de los condottieri, le ofrecieron sus territorios, y las repúblicas de Siena y Perugia, hicieron lo mismo. Con lo cual, Florencia quedaba cercada, pero también aislada, ya que Lucca estaba en manos de un señor local aliado de Milán, Paolo Guinigi, Génova, en constantes querellas internas había llamado a Carlos VI de Francia para imponer allí su autoridad (1396), Venecia, estaba segura dentro de su laguna, Gonzaga y Este se habían reconciliado con Milán, con el cisma, Romaña cayó de nuevo en manos de señores locales, y Bolonia, antigua aliada florentina, siguió esta tendencia, alcanzando Giovanni Bentivoglio la señoría de esa ciudad. De este modo, Florencia tuvo que buscar apoyo en Alemania, donde los electores habían depuesto al incapaz Wenceslao en 1400, para elegir a Roberto del Palatinado, en quien los florentinos encontraron apoyo para anular la investidura del ducado de Milán, ya que en Italia sólo de Padua podía esperar Florencia apoyo, y Amadeo VIII de Saboya, que había sido designado vicario imperial en 1399 por Wenceslao y no deseaba abandonarlo por Roberto, se mantuvo neutral y a la expectativa de los acontecimientos. 

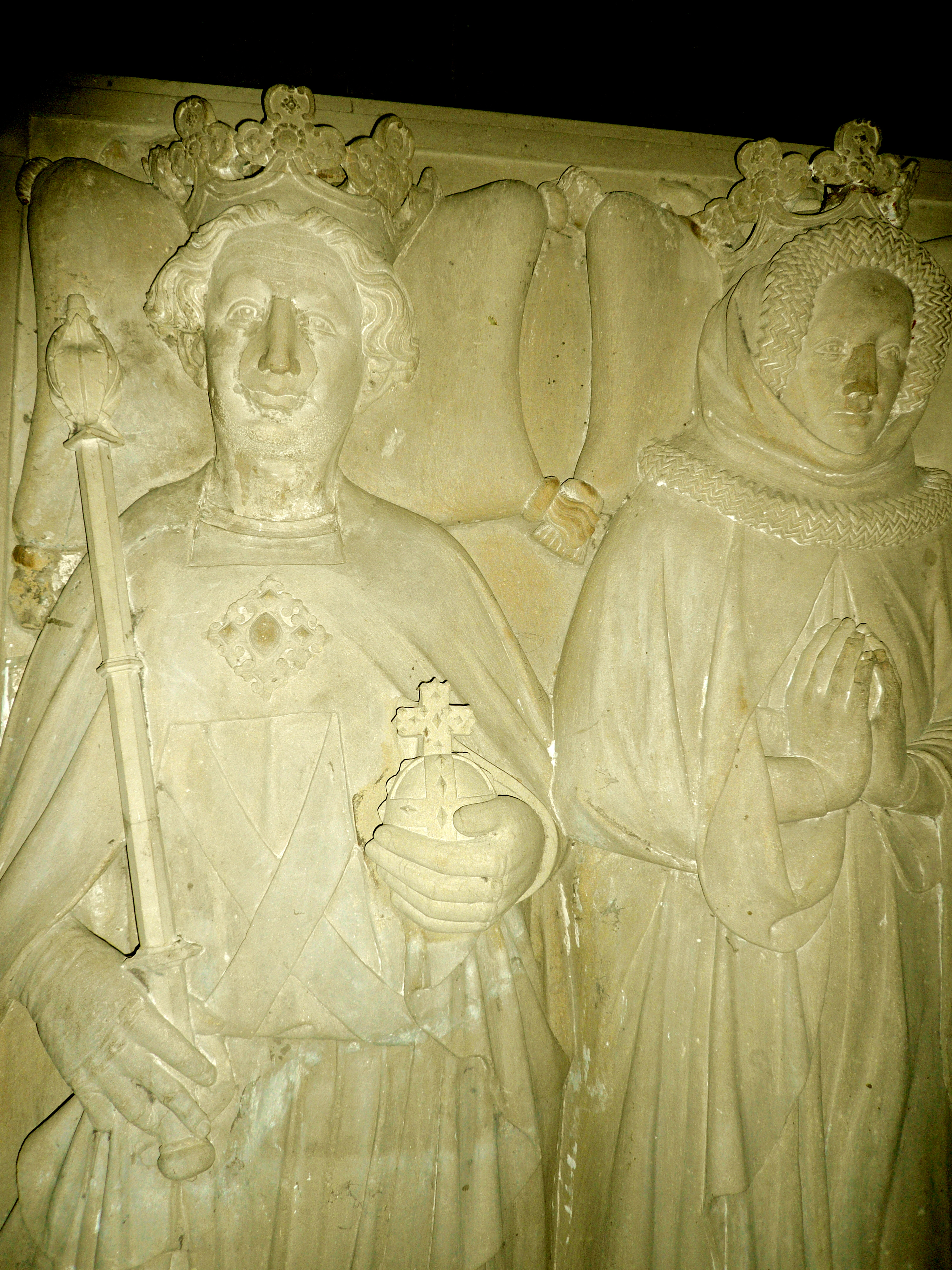
Lápida con la efigie del Rey de Romanos, Roberto del Palatinado, en Heiliggeistkirche (Heidelberg).

El rey de Romanos, Roberto del Palatinado, entró en Italia en 1401, y se le unió el señor de Padua, pero este ejército fue derrotado en Brescia, y sin suficientes subsidios para continuar la lucha, Roberto regresó a Alemania en 1402. Gian Galeazzo, entonces se apoderó de Bolonia. Completamente cercada y aislada frente a Milán, Florencia se salvó por la muerte inesperada por peste de Gian Galeazzo en 1402. 
A su muerte, el Estado que había construido colapsó con su hijo el incompetente Giovanni Maria Visconti (1402-1412), y se produjo la disgregación del poder de los Visconti en Lombardía, donde ciudades como Cremona, Crema, Plasencia, Bérgamo, Como, Lodi, Pavía, Alejandría, Parma o Brescia, se independizaron en manos de los condottieri. En Romaña, el papa Bonifacio IX obtuvo Bolonia y Perugia e hizo las paces con Milán. En Toscana, Siena se independizó, y los feudatarios gibelinos de los Apeninos fueron sometidos por Florencia, pero Pisa fue asegurada brevemente por Gabriel María Visconti, hijo natural de Gian Galeazzo, hasta que fue conquistada por Florencia en 1406. 
Aprovechando la debilidad de Milán, el señor Padua, Francesco Novello de Carrara, invadió territorio milanés, tomando Verona. Milán buscó el apoyo de Venecia, ofreciendo todo el territorio que había poseído al este del río Adigio, lo que fue aceptado. Venecia, que no pertenecía al Regnum Italiae había permanecido a espaldas de los acontecimientos en Italia y circunscrita a su laguna y a una fina franja contera lindando a la laguna (Dogado), pero el poder alcanzado por los Visconti convenció a la Serenísima República para establecer un poder territorial en la península, para asegurar el libre pasaje de mercancías hacia Lombardía o los Alpes. Tras la muerte de Gian Galeazzo, Venecia se apoderó de Treviso, Feltro, Belluno, Verona, Vicenza y Padua, y había logrado la desaparición de Carrara. Y entre 1411 y 1420 incorporó los amplios territorios del el patriarca de Aquileia en Friul, controlando el acceso desde Alemania a Italia oriental.

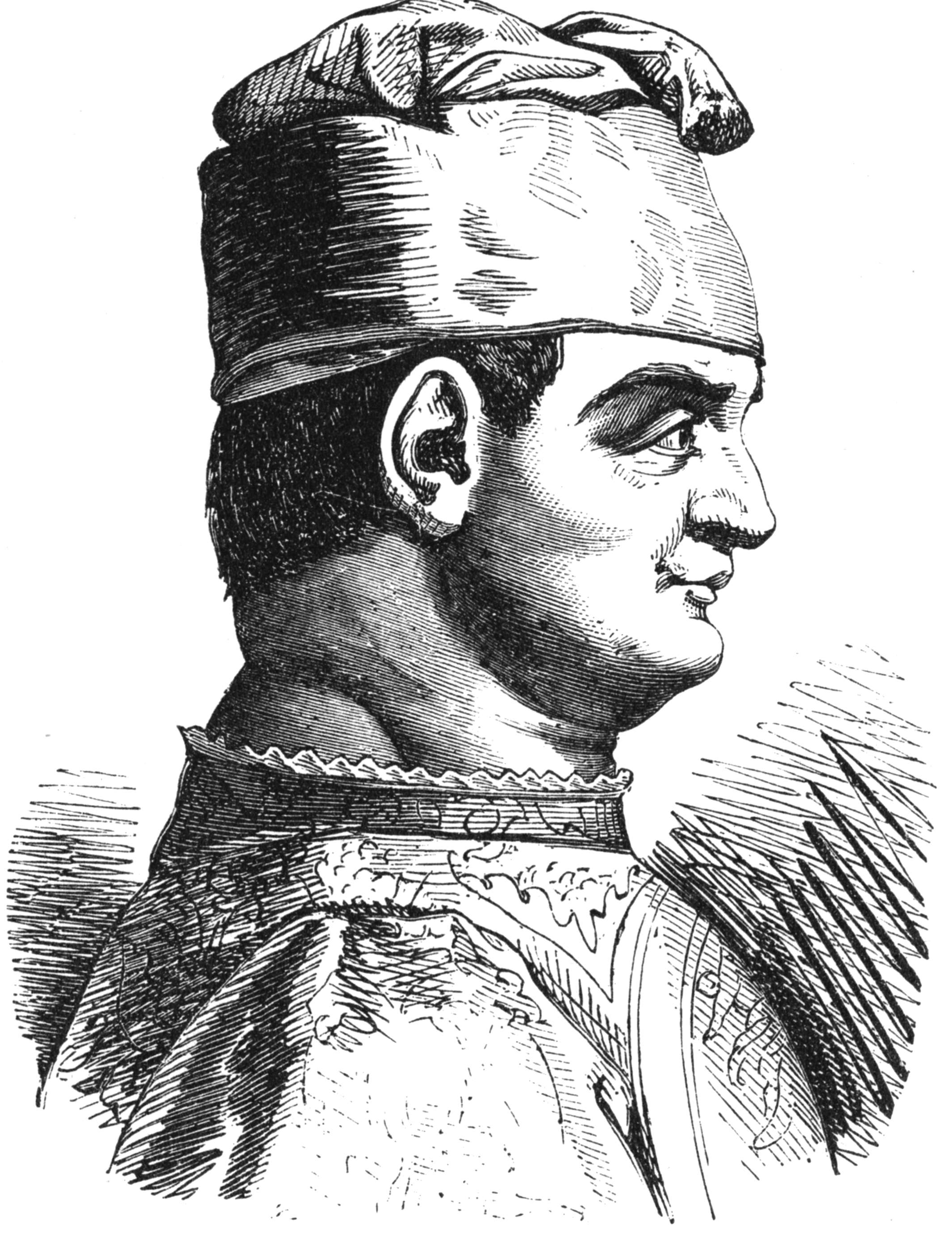
El duque de Milán, Felipe María Visconti en una ilustración de Grande illustrazione del Lombardo-Veneto... Milano, Corona e Caimi Editori, 1858..

 Con la ascensión al poder de Felipe María Visconti en 1412, en Milán, se llevó a cabo la recuperación territorial y la afirmación de la autoridad del duque frente a los señores locales. De modo que hacia 1422, ya había recuperado y restaurado el poderío de época de Gian Galeazzo sometiendo a los señores locales de Lombardía, y también a la República de Génova (1421), ante la neutralidad pactada de Florencia, pero su expansión fue detenida en Mantua a instancias de Venecia para proteger sus territorios. Así Milán logró crear una extensión territorial que iba desde la costa ligur, hasta el monte San Gotardo en los Alpes, bordeando las fronteras de Piamonte y de los territorios pontificios. Desde entonces, hasta la mitad de siglo, se produjeron una serie de guerras prácticamente continuas entre una alianza de las repúblicas de Florencia y de Venecia, frente a una nueva época de expansión milanesa de Visconti, son las guerras de Lombardía.

## Almenasgüelfas y gibelinas

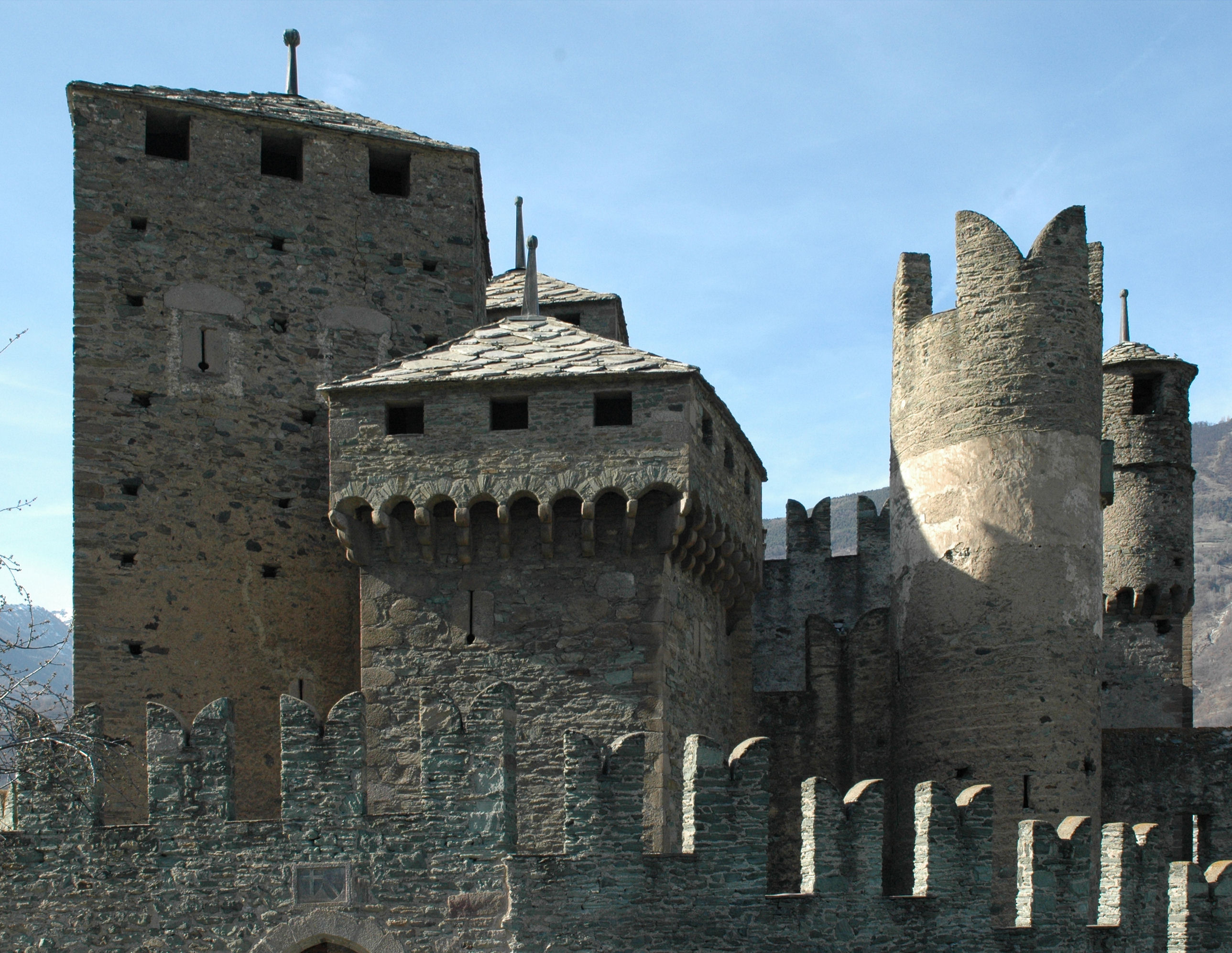
Castillo de Fenis, con sus almenas gibelinas.

Se usa para nombrar el estilo de las almenas de los castillos: almenas o merlones güelfos si se terminan rectas o gibelinas si lo hacen en cola de golondrina.